# Auvers-sur-Oise
Auvers-sur-Oise este o comună franceză situată în departamentul Val-d'Oise, în regiunea Île-de-France.
Renumele său internațional se datorează pictorilor peisagiști și, în special, impresioniștilor, precum Charles-François Daubigny, Paul Cézanne, Camille Corot, Camille Pissarro și Vincent van Gogh. Van Gogh a pictat aici 70 de tablouri în ultimele luni ale vieții sale, înainte de a muri și a fi înmormântat în cimitirul local.

## Geografie

### Descriere
Teritoriul comunei se întinde de-a lungul a șapte kilometri pe malul drept al râului Oise, între râu și falezele calcaroase care au permis dezvoltarea unui habitat trogloditic. Această întindere a favorizat apariția unor cătune care, odată cu urbanizarea progresivă a comunei, și-au pierdut treptat specificul.

### Comune limitrofe
| Hérouville-en-Vexin          | Nesles-la-Vallée | Valmondois Butry-sur-Oise |
| Ennery                       |                  | Mériel                    |
| Pontoise Saint-Ouen-l'Aumône | Méry-sur-Oise    | Méry-sur-Oise             |

Comuna Auvers-sur-Oise se află la 6 kilometri nord de prefectura departamentului Val-d'Oise, Pontoise.
Este situată la 33 de kilometri nord-vest de Catedrala Notre-Dame din Paris, punctul zero al drumurilor din Franța, și la 27 de kilometri nord-vest de Porte de Clichy.

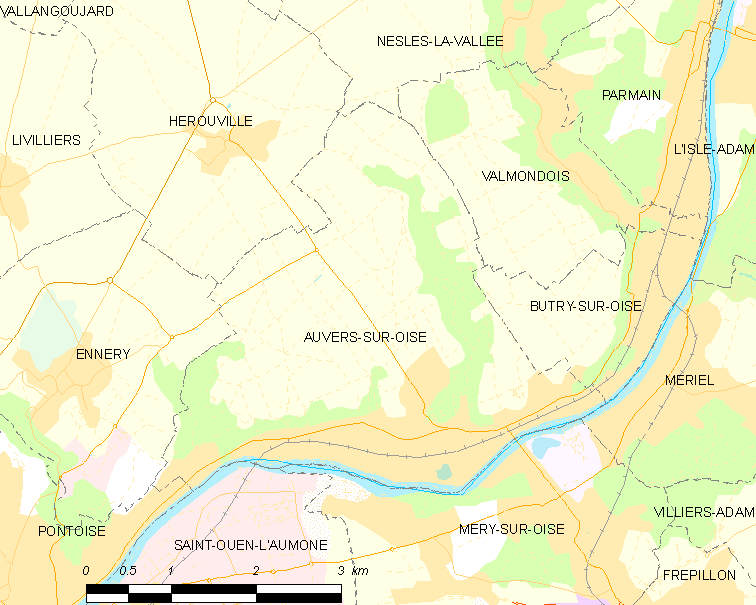
Harta comunei.
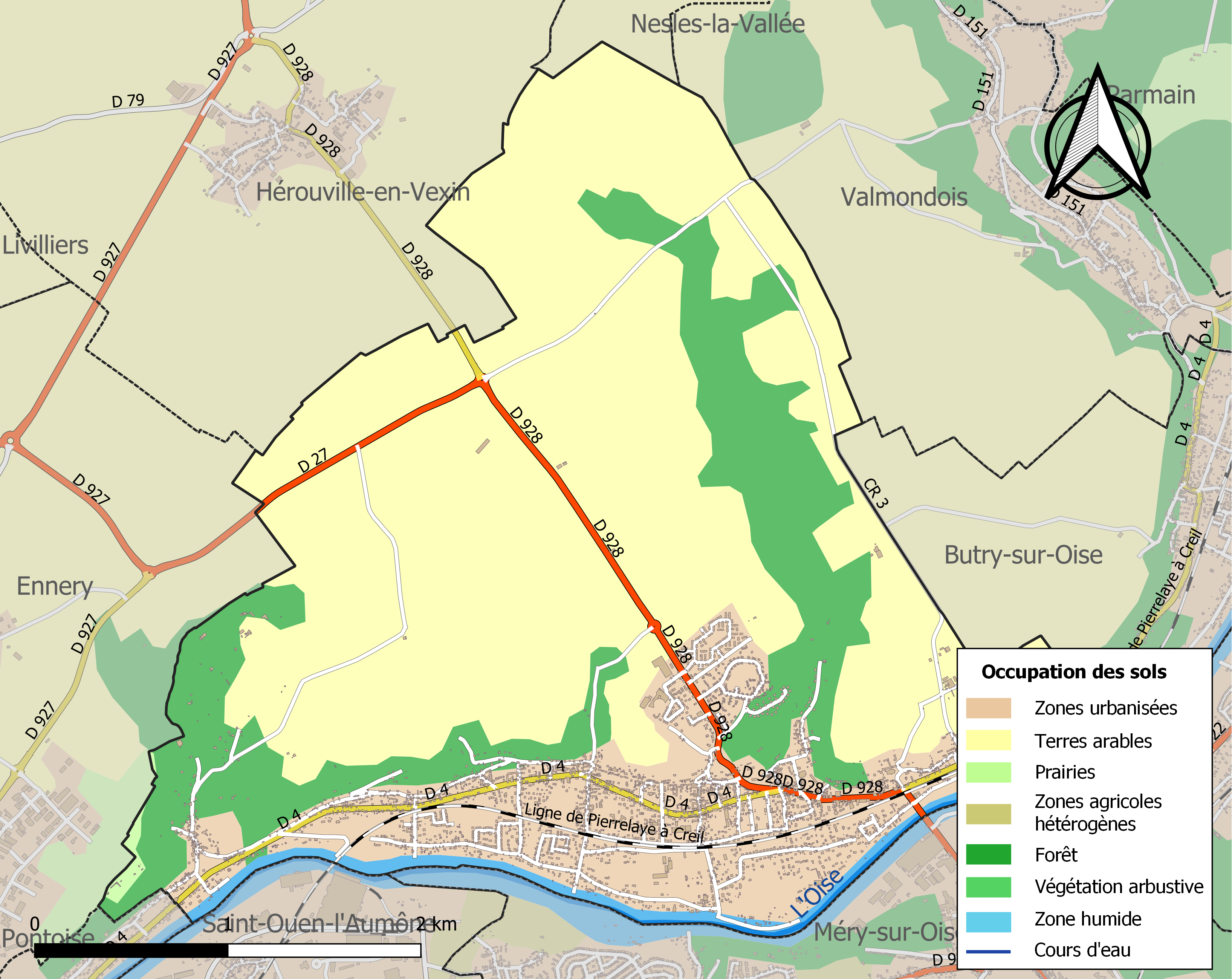
Utilizarea terenului.

### Geologie
Geologia comunei este specifică Vexinului francez, care face parte din Bazinul parizian și se caracterizează printr-o natură sedimentară. Subsolul include mai multe tipuri de roci suprapuse. Prima este creta albă campaniană, cea mai veche, datând de aproximativ 80 de milioane de ani și având o grosime de aproximativ optzeci de metri, care iese la suprafață în fundurile văilor. Ea este suprapusă de un strat de calcar Montien (65 de milioane de ani), o piatră de construcție tipică pentru Vexin. Apoi urmează straturi de argilă și nisip din Ypresian, dintre care argilele din Sparnacian, cu o grosime de cinci până la cincisprezece metri, au un caracter impermeabil care favorizează apariția unor linii de izvoare și fac ca fundurile văilor să fie mlăștinoase. Acest strat este suprapus de nisipul din Cuisian, cu o grosime de zece până la treizeci de metri.
Mai departe se află masa importantă de calcar lutețian, cu o grosime de douăzeci până la patruzeci de metri, care constituie baza platoului Vexin. Prezența sa explică fenomenele carstice. Straturile Bartonian care urmează (de acum 40 de milioane de ani) alternează gresia și nisipul din Auversian, localitatea fiind stratotipul (referința mondială în materie de geologie), apoi calcarul de Saint-Ouen, nisipurile din Marinesian, cu o grosime de cinci până la treizeci de metri și, în final, loessul atât de important pentru agricultură în această regiune. Straturile sedimentare sunt tăiate de valea râului Oise.

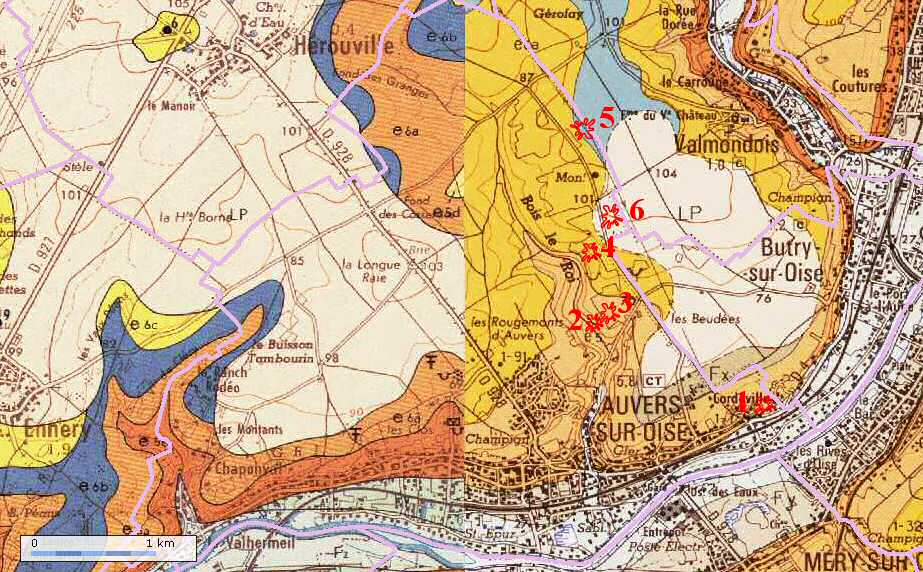
Poziționarea pe hărțile geologice ale BRGM a diverselor aflorimente geologice din Auvers-sur-Oise.

La Auvers-sur-Oise, numeroase aflorimente și indicatoare geologice sunt ușor observabile. Orașul nou din Auvers-sur-Oise este construit pe nisipurile din Cuisian, care sunt vizibile în anumite locuri de-a lungul drumului D4, în timp ce urci pe Oise, la baza stâncilor. Acestea sunt compuse din nisipuri grosiere din Cuise, cu stratificări încrucișate și conțin lignit. Orașul istoric este construit pe stâncile de calcar grosier din Lutețian. Această piatră a fost folosită pentru a construi biserica pictată de Van Gogh, castelul medieval (ale cărui ruine sunt încă vizibile deasupra bisericii) și toate vechile case din oraș.
Pentru caracteristicile sale geotehnice, această piatră a fost intens exploatată chiar la Auvers-sur-Oise. Apare la suprafață sub formă de stânci abrupte de-a lungul văii Oise și ale drumului Chemin des Vaux. În jurul acestuia, unele exploatări subterane sunt încă vizibile. Lipsa de întreținere a dus la prăbușirea acoperișurilor unor cariere, aceste prăbușiri fiind atât de dezvoltate încât au ajuns să fie ceva obișnuit în anumite locuri.
Deasupra acestei importante mase de calcar solid, s-au depus nisipuri. Din păcate, tranziția dintre cele două straturi nu mai este vizibilă în prezent. Auvers-sur-Oise este, de altfel, localitatea unde au fost definite formațiunile nisipurilor de la Auvers și, mai general, subetajul auversian (Bartonian inferior). Auversianul este constituit la Auvers-sur-Oise, mai precis în Bois le Roi, din formațiuni de nisipuri de la Auvers (nisipuri și gresii grosiere cu stratificări încrucișate) și nisipurile de la Beauchamp (nisipuri și gresii fine cu stratificare orizontală) din era terțiară, perioada Eocenului superior, adică aproximativ acum 40 de milioane de ani. Deasupra acestor nisipuri, în câmpuri, pot fi observate în anumite locuri resturile calcarului de Saint-Ouen. Acest ansamblu este acoperit de un strat de loess, o pulbere fină silico-argilo-calcaroasă, formată prin procese periglaciare în timpul episoadelor glaciare din Holocen, favorabilă agriculturii și vizibilă în câmpuri.

### Hidrografie
Teritoriul comunei este delimitat la sud de albia râului Oise, unul dintre afluenții principali ai Senei. Râul izvorăște în Belgia și traversează 139 de comune pe teritoriul Franței de-a lungul celor 341,1 kilometri, înainte de a se vărsa în Sena la Conflans-Sainte-Honorine, la câțiva kilometri aval de Auvers-sur-Oise.
Centrul satului se află la gura râpei „des Vallées”, o incizie de aproximativ doi kilometri lungime în platoul Vexin, îndreptată spre cursul râului Oise, deși aceasta nu mai este decât o vale uscată.

### Clima
În 2010, clima comunei este de tipul climatului oceanic degradat al câmpiilor din Centru și Nord, conform unui studiu al Centrului Național de Cercetare Științifică (CNRS) pe baza unui set de date care acoperă perioada 1971-2000 bazat pe o serie de date din perioada 1971-2000. În 2020, Météo-France a publicat o tipologie a climatului pentru Franța metropolitană, în care comuna este expusă unui climat oceanic și se află în regiunea climatică Sud-vest a bazinului Parisian, caracterizată printr-o ploaie redusă, în special primăvara (120-150 mm) și un iarnă rece (3,5 °C).
Pentru perioada 1971-2000, temperatura anuală medie este de 11,7 °C, cu o amplitudine termică anuală de 15 °C. Cumulul anual mediu de precipitații este de 662 mm, cu 10,7 zile de precipitații în ianuarie și 7,6 zile în iulie. Pentru perioada 1991-2020, temperatura medie anuală observată la stația meteorologică Météo-France cea mai apropiată, situată în comuna Pontoise la 6 km distanță, este de 11,2 °C, iar cumulul anual mediu de precipitații este de 635,8 mm.
Parametrii climatici ai comunei au fost estimați pentru mijlocul secolului (2041-2070) conform diferitelor scenarii de emisie de gaze cu efect de seră, bazate pe noile proiecții climatice de referință DRIAS-2020. Aceștia pot fi consultați pe un site dedicat publicat de Météo-France în noiembrie 2022.

## Urbanism

### Tipologie
La 1 ianuarie 2024, Auvers-sur-Oise este clasificată drept un mare centru urban, conform noii grile comunale de densitate în șapte niveluri, definită de INSEE (Institutul Național de Statistică și Studii Economice) în 2022. Ea aparține unității urbane Paris, o aglomerație interdepartamentală care grupează 407 comune, din care face parte ca o comună din suburbie. De asemenea, comuna face parte din zona metropolitană a Parisului, fiind una dintre comunele din polul principal, această zonă reunind 1.929 de comune.

### Utilizarea terenului
Suprafața totală a comunei este de 1.280,93 hectare (inclusiv râul), dintre care 977,54 hectare sunt terenuri agricole situate în cele trei pătrimi septentrionale ale comunei (76% din suprafața totală), 226,43 hectare de spațiu urban construit (18%) și 76,96 hectare de spațiu urban neconstruit (6%).

### Morfologie urbană
Structura urbană de-a lungul râului Oise este alcătuită în mare parte din case individuale, majoritatea datând din secolele XIX și XX. Un cartier de locuințe individuale este situat pe platou, la câteva sute de metri de centrul satului.

### Locuri, cătune și sate izolate
- Chaponval
- Cordeville (de Corbeville), cătun pictat de Van Gogh
- Montcel (Monselle, din Monsellus, „mica colină”)[22]
- Vaissenots sau Vessenots, cătun pictat de Van Gogh
- Valhermeil (din Val Hermer, numele proprietarului locului la începutul secolului al XIX-lea)
- Les Vallées

### Căi de comunicație și transport

#### Rețeaua rutieră
Principalele drumuri care traversează comuna sunt două drumuri departamentale:
- Drumul departamental 928 (fostul RN 328) leagă Saint-Denis (în departamentul Seine-Saint-Denis) la sud de Hérouville, pe platoul Vexinului francez, la aproximativ treizeci de kilometri la nord. Urmează în mod constant o direcție nord-vest și traversează succesiv comunele Villetaneuse și Deuil-la-Barre înainte de a forma limita comunală între Montmorency și Enghien-les-Bains, apoi traversează alte câteva comune din valea Montmorency și Oise, inclusiv între Méry-sur-Oise și Auvers-sur-Oise, pe podul din Auvers.
- Drumul departamental 4 leagă Pontoise de Persan, urmând malul drept al Oisei. Traversează comuna de-a lungul întregii sale lungimi de la vest la est și constituie coloana vertebrală a structurii urbane a acesteia. Drumul se îndreaptă apoi spre comunele din amonte de Oise, Butry-sur-Oise, Valmondois, Parmain și Champagne-sur-Oise.

#### Transporturi feroviare
- Auvers-sur-Oise este traversată de linia de cale ferată de la Pontoise la Creil din 1846.
- Comuna este deservită de două gări ale rețelei Transilien Paris-Nord: gara Auvers-sur-Oise și gara Chaponval, situată în vestul comunei, pe aceeași linie Pontoise-Creil.
- Pentru a ajunge la Auvers din Paris, de la gara Saint-Lazare sau gara de Nord, sau prin linia C a RER, trebuie să se schimbe fie la Saint-Ouen-l'Aumône, fie la Pontoise sau Valmondois. Un tren direct leagă gara de Nord de Auvers-sur-Oise sâmbăta, duminica și de sărbătorile legale, din aprilie până la sfârșitul lui octombrie[23].

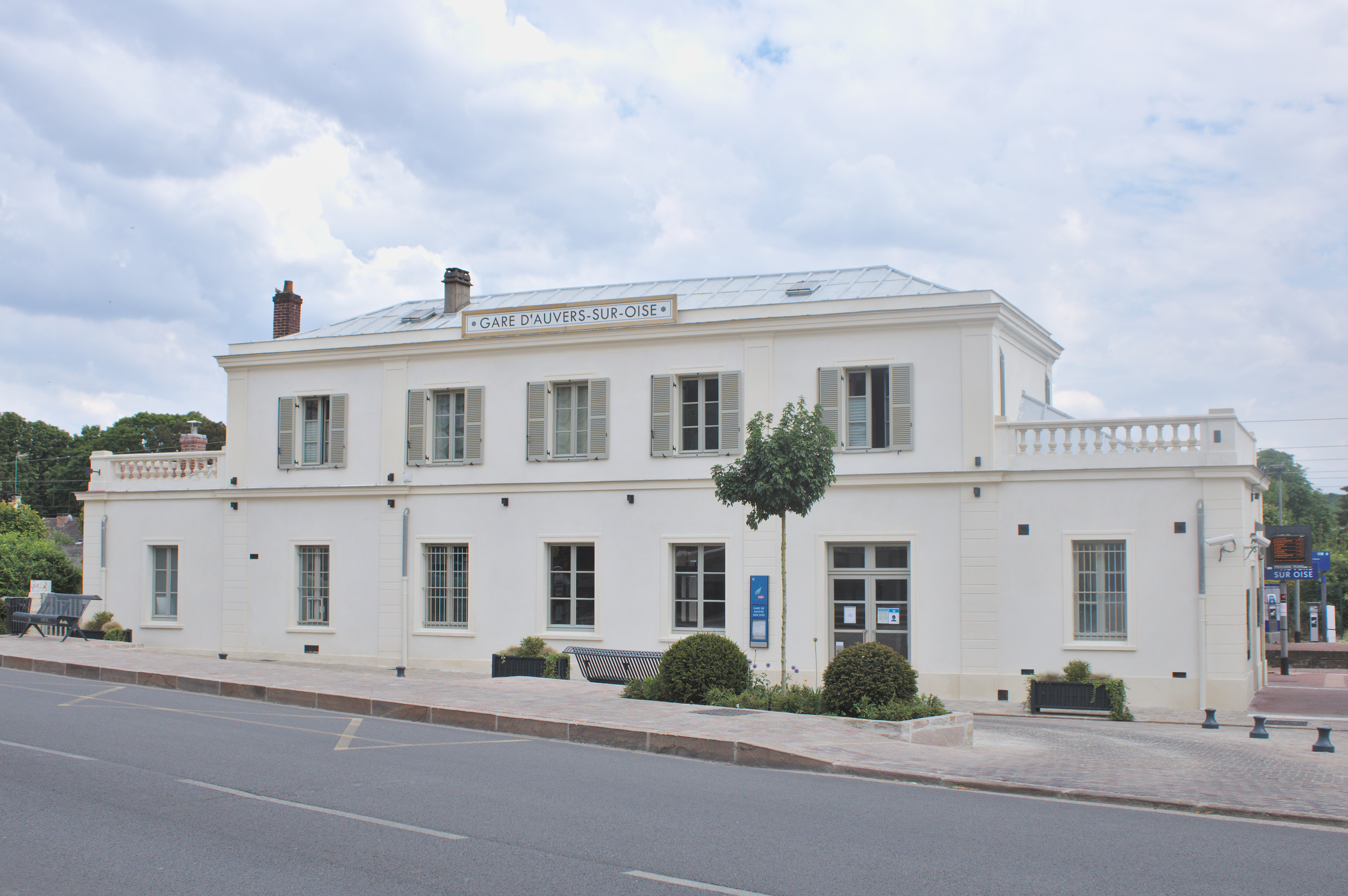
Gara Auvers-sur-Oise.
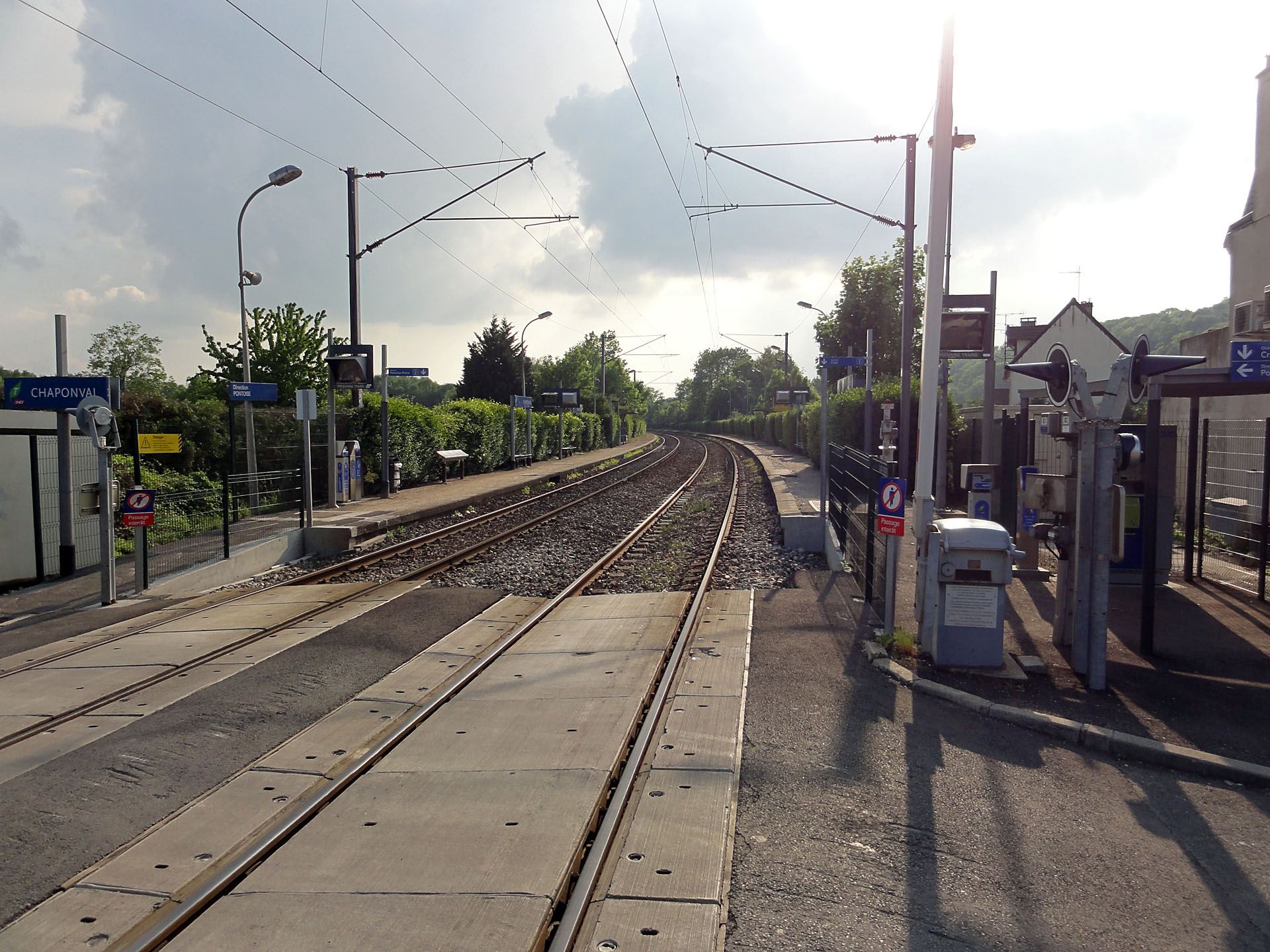
Gara Chaponval.

#### Alte tipuri
- Comuna include o pistă pentru biciclete, amenajată de-a lungul unei părți a drumului D 928, pornind de la castelul Léry spre Hérouville, pe o distanță de aproximativ un kilometru și jumătate.
- Comuna este, de asemenea, traversată de două trasee de drumeție: traseul de mare drumeție GR1 și traseul de mare drumeție regională din centura verde a Île-de-France. Ambele se extind spre Ennery în vest. GR1 continuă spre Valmondois în nord-est, iar traseul centurii verzi spre Méry-sur-Oise în sud-est.

### Riscuri naturale și tehnologice
Datorită poziției sale geografice, Auvers-sur-Oise este deosebit de vulnerabilă la riscurile naturale: comuna este supusă riscului de alunecări de teren pe întreaga faleză care formează abruptul platoului Vexin, ce domină câmpia aluvială și satul. Mai important, câmpia aluvială este expusă unui risc ridicat de inundații cauzate de revărsarea râului Oise, în special între cursul râului și linia de cale ferată, și mai departe, drumul departamental 4 din Valhermeil. Acest risc a motivat implementarea unui plan de prevenire a riscurilor de inundație (PPRI), care a fost pus în aplicare printr-un ordin prefectural din iulie 1998. Planul acoperă douăzeci și două de comune riverane ale râului Oise și prevede patru zone prioritare, care prevalează asupra planurilor locale de urbanism ale comunelor vizate: o zonă roșie, delimitată pe baza inundațiilor din 1926 și 1995, o zonă albastră în care urbanizarea este strict reglementată, o zonă verde, neconstruită și care trebuie să rămână astfel, și o zonă portocalie, care servește drept câmp de stocare și expansiune a inundațiilor.
Comuna include un site înregistrat în baza de date a Ministerului Ecologiei referitoare la situri și soluri poluate (sau potențial poluate) care necesită acțiuni preventive sau curative din partea autorităților publice (BASOL). Acest site, o fostă uzină de gaze activă între 1904 și 1933, aparține companiei Gaz de France și, conform studiilor, prezintă un risc scăzut de poluare. Comuna include, de asemenea, treizeci de mici situri industriale, actuale sau foste, care ar putea fi poluate (vechi ateliere, stații de service sau depozite de deșeuri, de exemplu).

## Toponimie
Conform lui Albert Dauzat și Charles Rostaing, acest toponim provine din numele gaelic Arvernus, un supranume etnic; sau din cele două cuvinte are (în față) și vern- (arini).

## Istorie

### Evul Mediu
Locul este menționat pentru prima dată într-un document de la începutul secolului al IX-lea. În aceast document din ianuarie 832, abatele Hilduin împarte terenurile între călugări și el însuși. Carol cel Pleșuv confirmă această împărțire într-un document din 19 septembrie 862, la Compiègne, iar existența unui pod la Auvers este menționată. Acest pod a fost distrus în 862 de vikingi, reconstruit apoi la ordinul lui Carol cel Pleșuv, dar din nou distrus în timpul atacului de la Pontoise și a lungului asediu al Parisului de către vikingi în noiembrie 885. În acea perioadă, satul era în posesia conților din Vexin. Regele Franței, Filip I, moștenește satul la sfârșitul secolului al XI-lea.
Auvers aparținea în secolul al XII-lea lui Ludovic al VI-lea cel Gros, care, în 1131, dă biserica abației Saint-Vincent de Senlis, pe care abația o păstrează până în 1790. La moartea regelui în 1137, văduva sa, Alix sau Adèle de Savoie, se retrage la Auvers, în conacul regal situat în spatele bisericii. Satul este ulterior cedat lui Richard de Vernon de către regele Filip August în schimbul moșiei Vernon și al domeniului Longueville, înainte de a reveni în proprietatea puternicei abații Saint-Denis prin mai multe donații succesive din secolele al XII-lea și începutul secolului al XIV-lea. Satul intră definitiv în domeniul regal.
În timpul Războiului de 100 de Ani, Auvers suferă aceeași soartă ca întregul Vexin francez: castelele care ar fi putut servi drept refugiu inamicului sunt distruse la ordinul lui Gasce de Bonconvilliers, guvernator militar al Pontoise – se presupune că și castelul seniorial al familiei Vernon din Auvers a avut aceeași soartă. Satele sunt părăsite de locuitorii lor, care fug pentru a se refugia la Pontoise sau L'Isle-Adam înainte de sosirea englezilor, care ocupă regiunea în 1356, jefuind și devastând totul în calea lor.

### Perioada modernă
Un registru al abației Saint-Denis, datat între 1499 și 1501, oferă câteva detalii despre sat: la acea vreme, satul era locuit în principal de viticultori, cu excepția unui dogar și a unui țesător. În 1523, aventurieri și tâlhari detașați din armata engleză din Picardia încearcă să captureze Pontoise. În iunie 1525, tâlhari italieni și francezi, care scăpaseră din înfrângerea de la Pavia, invadează Vexinul, ucigând țăranii și arzând fermele, înainte de a ataca Pontoise, unde sunt în cele din urmă respinși.
În anii 1580, primele registre parohiale menționează o populație de aproximativ 1.800 de locuitori.
În timpul Războaielor Religioase, satul suferă, la fel ca întregul Vexin francez, o nouă perioadă dificilă, comparabilă cu Războiul de 100 de Ani. Pontoise se declară pentru Liga Catolică, iar Henric al III-lea și Henric de Navarra asediază orașul în 1589, însoțiți de mercenari germani care devastează întreaga regiune. În 1590, noua garnizoană din Pontoise face incursiuni regulate împotriva castelului din L'Isle-Adam. Lăsați pe cont propriu, acești soldați jefuiesc satul pentru a-și asigura supraviețuirea. La sfârșitul anului 1592, regiunea este extenuată, iar guvernatorul îi constrânge pe locuitorii din Vexin să plătească impozitele și taxele, La aceste suferințe s-au adăugat calamități naturale, precum o inundație catastrofală în octombrie 1564, o epidemie în 1583 și un uragan de grindină pe 11 iunie 1593. După aceste războaie devastatoare, abația Saint-Denis a fost nevoită să vândă terenuri pentru a-și reduce datoriile: terenul din Auvers a fost vândut unui nobil din Burgundia, Jean-François de Berbisy, pe 3 iunie 1599, pentru suma de șase mii de scuzi de aur.

#### Secolele XVII și XVIII

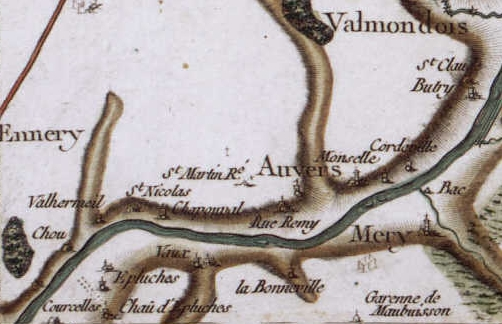
Auvers-sur-Oise pe la 1780 (harta Cassini).

Iarna dintre 1607 și 1608 a fost deosebit de aspră, întinzându-se pe două luni și provocând moartea majorității animalelor. Alte perioade de frig extrem au avut loc în 1768 și 1774, cu aceleași consecințe. La 15 noiembrie 1615, seniorul, parohul și locuitorii satului s-au adunat, conform obiceiului, la sunetul clopotului în fața porții bisericii. Din cauza jafurilor și distrugerilor, au decis să fortifice biserica și cimitirul adiacent reședinței senioriale pentru a crea un loc de refugiu pentru locuitori, animale și provizii.
O epidemie de ciumă a lovit Auvers în primăvara anului 1637 și a reizbucnit anul următor, în timp ce Pontoise a fost afectată de o ciumă devastatoare. În 1637, s-au înregistrat șaizeci și șapte de decese în Auvers. Conform lui Pihan de la Forest, în 1728, Auvers avea 274 de gospodării, ceea ce corespunde unui număr de aproximativ 833 de locuitori. Cifrele mai precise din registrele nominale ale prioratului indică în mai 1780 un total de 1.440 de locuitori, repartizați astfel: 132 la biserică, 95 în Vallées, 58 pe rue Callé, 95 pe rue Roger, 200 pe rue Boucher, 22 în Ormetel, 52 în Vaissenots, 114 pe rue Rémy, 96 în Remys, 36 în Fours, 83 în Gré, 91 în Chaponval, 152 în Valhermeil, 79 în Moncel, 40 în Cordeville, 184 în Butry și 9 în Claibois.
O altă calamitate a lovit regiunea: Auvers se afla între Pontoise și L'Isle-Adam, la mijlocul zonelor de vânătoare ale prințului de Conti, care și-a dorit cu ardoare să achiziționeze satul pentru a-și extinde domeniul de vânătoare. După insistențe îndelungate, a obținut în 1743 permisiunea de vânătoare din partea regelui, ceea ce a dus la ruinarea agriculturii din cauza proliferării vânatului. Pe 2 mai 1779, contractul de vânzare a fost în cele din urmă semnat, dar prințul de Conti murise în 1776, iar fiul său, Louis-François-Joseph de Bourbon-Conti, a finalizat achiziția mult râvnită. Cu toate acestea, el a păstrat domeniul doar patru ani, vânzându-l înapoi lui „Monsieur”, fratele lui Ludovic al XVI-lea și viitorul Ludovic al XVIII-lea, în octombrie 1783.

### Revoluția Franceză și Imperiul
Recoltele din 1788 au fost distruse de un uragan de grindină devastator, iar dificultatea transportului a împiedicat aprovizionarea, ceea ce a dus la foamete. Domnul Chéron, care tocmai cumpărase domeniul Léyrit, s-a implicat cu zel în ajutorarea populației, folosindu-și influența pentru a obține ajutoare guvernamentale. Următoarea iarnă, foarte aspră, a accentuat calamitățile.
Guvernul a acordat parohiei din Auvers 1.365 de livre, dar locuitorii așteptau convocarea statelor generale pentru a găsi soluții la toate aceste nenorociri. Ei au transmis plângeri în care semnalau distrugerile provocate de vânat, drepturile de vânătoare rezervate proprietarilor de terenuri și lipsa drumurilor practicabile, care îngreunau transportul.
Reuniunea statelor generale, transformată ulterior în Adunare Națională, a abolit servitutea, iar cetățenii au fost chemați să participe la treburile publice. Astfel, Auvers a avut mai mulți primari în acea perioadă: în 1790, Antoine Garrot; în 1793, Louis Postolle; în 1795, J-L Bélargent; în 1800, Louis Claude Chéron; iar în 1805, J-L Bélargent s-a întors cu LR Caffin ca adjunct. În 1808, A J-P Guérin din Butry a devenit primar.
Mulți locuitori din Auvers au participat la războaiele din Europa. Între 1809 și 1813, au avut loc operațiuni cadastrale care au servit pentru alinierea drumurilor, pentru trasarea noilor rute și a căii ferate.
În 1811, consiliul municipal a decis repararea de urgență a contraforturilor bisericii. În 1813, M. Mesny l-a succedat pe A J-P Guérin ca primar. În 1814, sergentul rural a fost însărcinat cu colectarea obiectelor necesare pentru serviciul spitalelor.
Regiunea din jurul capitalei a fost ocupată de armatele aliate, iar în Pontoise au rămas detașamente de bavarezi și ruși, inclusiv cazaci, care au jefuit unele case din Valhermeil. Comuna a fost nevoită să găzduiască un colonel de stat-major, șase ofițeri și 130 de soldați, asigurându-le și hrana, evaluată la 1.889 de franci.
Aceleași fapte s-au repetat în timpul celei de-a doua invazii din 1815, de această dată cu trupe prusace, violente și brutale, care au cerut rechiziții, producând pagube estimate la 1.785 de franci pentru comună. În 1816, L.P. Rouzé i-a succedat lui M. Mesny, iar în 1819, Isaac Oriot i-a succedat lui L.P. Rouzé. În 1826, Henri Chéron l-a înlocuit pe Isaac Oriot, iar în 1829, Isaac Oriot s-a întors ca primar.

### Epoca contemporană

#### Secolul al XIX-lea
O mare epidemie de holeră a lovit Parisul în 1832 și a afectat și Auvers, în special partea vestică a comunei, unde s-au înregistrat 23 de decese doar în luna mai. S-a luat în considerare mutarea cimitirului, situat atunci în jurul bisericii, din motive sanitare, însă nu s-a putut realiza din lipsă de fonduri. Holera a revenit în 1849 și 1854.
În 1843, comuna a primit numele de Auvers-sur-Oise.
La 14 iunie 1846, a fost inaugurată linia de cale ferată Paris-Lille, care trece prin valea Oise, creând o legătură directă cu Gara de Nord din Paris, cu patru până la cinci curse zilnice, timpul de călătorie fiind de aproximativ o oră. Această nouă linie, deschisă pentru călători pe 20 iunie, și locomotivele sale cu abur au atras parizienii dornici de excursii la țară și plimbări cu barca. Gara Chaponval a fost inaugurată în 1886.
În 1860, pictorul Charles-François Daubigny și-a ancorat barca-atelier, Le Botin, pe malurile Oise, la poalele satului. Curând, prietenii săi pictori au început să-l viziteze.
Comuna a suferit mai multe inundații ale râului Oise, care au provocat pagube importante în decembrie 1836, februarie 1859 (o inundație de peste trei metri) și ianuarie 1861.

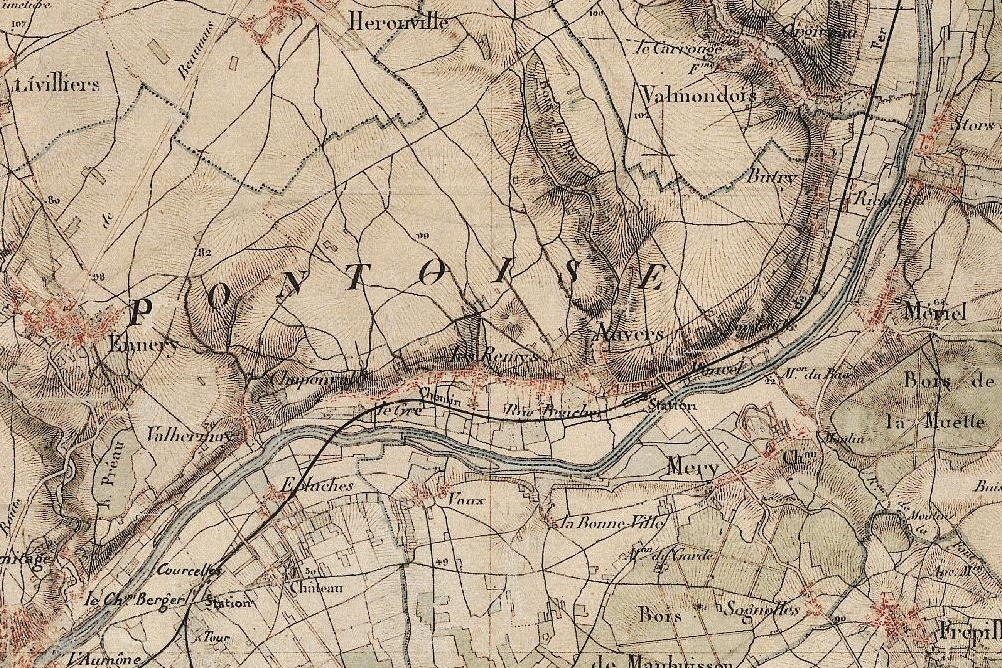
Harta Franței numită de Stat-Major, în jurul anului 1870.

#### Războiul franco-prusac din 1870
După dezastrul de la Sedan din 1870, autoritățile au ordonat distrugerea podurilor de peste Oise pentru a încetini înaintarea trupelor prusace. Podul feroviar din Chaponval a fost minat pe 15 septembrie, iar podul rutier a fost distrus a doua zi. Pe 18 septembrie, divizia a 6-a de cavalerie și divizia a 3-a de infanterie prusace au ajuns la Pontoise. Trupele nu au campat la Auvers, dar au efectuat frecvent rechiziții de produse agricole (ovăz, paie, fân), și, uneori, de atelaje, situația fiind agravată de iarna aspră din 1870-1871. Ocuparea satului de către trupele prusace a avut loc între 18 martie și 7 iunie 1871.

#### Începutul celei de-a treia republici

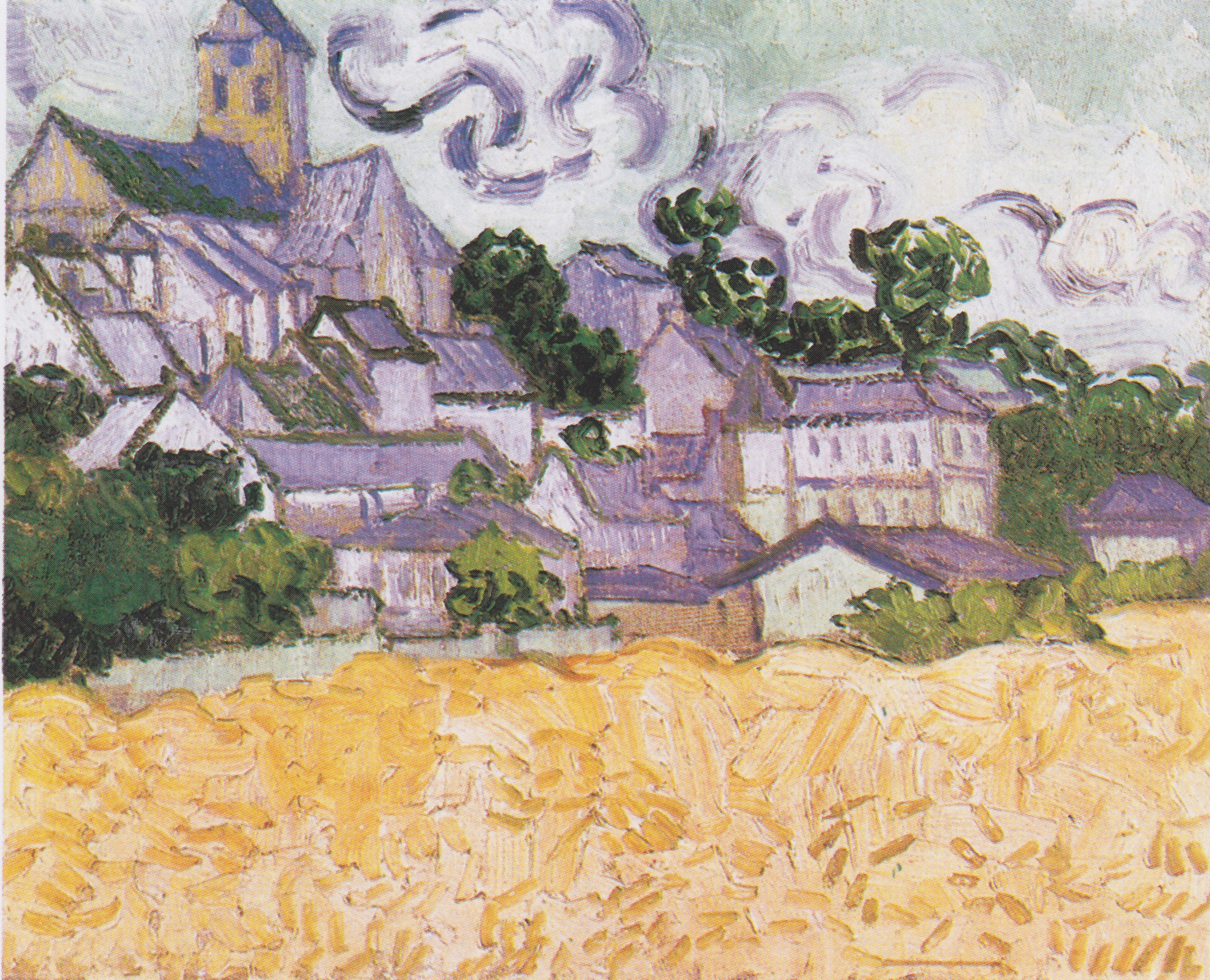
Vue sur Auvers avec champ de blé, de Vincent van Gogh în 1890.

În noaptea de 26 spre 27 decembrie 1887, podul din Auvers, reconstruit cu 14 ani înainte, s-a prăbușit brusc, aparent fără motiv, probabil din cauza uzurii cauzate de numeroasele transporturi de piatră. Acest lucru a impus locuitorilor să facă ocoluri lungi prin Butry sau Pontoise timp de doi ani.
Vincent van Gogh a sosit la Auvers în mai 1890, invitat de doctorul Paul Gachet pentru a urma un tratament. Pe 26 iulie 1890, el a încercat să-și ia viața într-un câmp, împușcându-se, și a murit trei zile mai târziu, pe 29 iulie 1890, în camera sa din hanul Ravoux, care poate fi vizitat și astăzi. Van Gogh a pictat 70 de tablouri la Auvers, multe dintre ele având satul sau peisajele din jur ca subiect. Filmul de animație britanico-polonez Loving Vincent (2017) revine asupra acestui episod din viața lui Van Gogh.

#### Primul Război Mondial

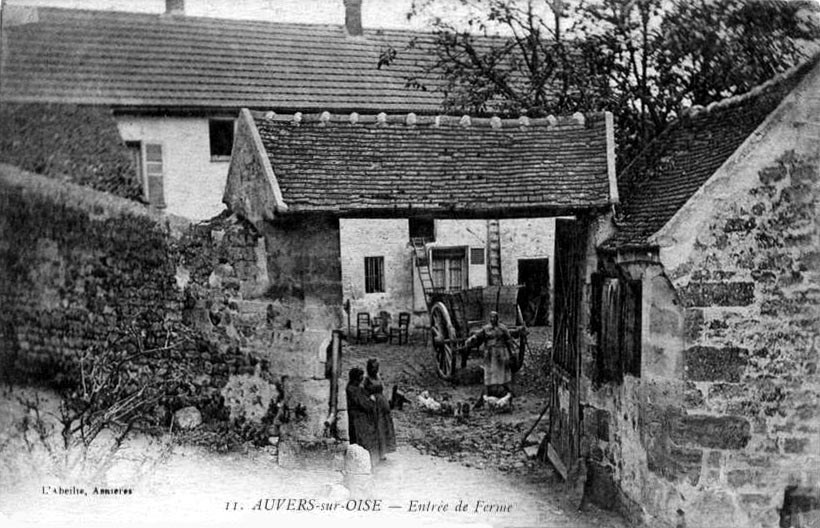
Intrarea unei ferme din Auvers în jurul anului 1900.

La 3 septembrie 1914, geniștii francezi au aruncat în aer podul feroviar de la Mours, apoi viaductul de la Moulin-Neuf din Presles și, succesiv, podurile rutiere de la L'Isle-Adam, Stors și Auvers, în timp ce patrule de cercetași germani au fost observate la Auvers, Chaponval, L'Isle-Adam, Beaumont-sur-Oise, Marines, Vallangoujard și Bornel. La 3 septembrie 1914, o patrulă a regimentului german de grenadieri călare a fost semnalată la Auvers. Aceste incursiuni au încetat definitiv după bătăliile de pe Marna și de pe Ourcq.

#### Urbanizarea și orașul contemporan
În secolul al XX-lea, Auvers-sur-Oise a cunoscut o dezvoltare a locuințelor individuale, la fel ca majoritatea comunelor din valea Oise. Banda de pământ, cu o lățime medie de 500 de metri, delimitată de Oise pe de o parte și de stâncile platoului Vexin pe de altă parte, a fost urbanizată în mare măsură până la sfârșitul secolului. Această densificare, relativ progresivă și respectuoasă față de situl natural, a permis conservarea aproape în totalitate a locurilor pictate de impresioniști. Aceste locuri, împreună cu mormintele fraților Van Gogh, au atras turiști timp de mai bine de un secol. Cele două lespezi adiacente sunt acoperite de iederă, simbolizând reuniunea celor doi frați, care nu au fost întotdeauna înțeleși. În ciuda acestui potențial turistic, turismul a rămas destul de limitat și nu a beneficiat foarte mult nici comuna, nici regiunea.
În anii 1990, municipalitatea, sprijinită de consiliul general din Val-d'Oise, a implementat un plan ambițios de dezvoltare turistică. Acesta a constat în întărirea serviciilor biroului de turism, restaurarea și deschiderea către public a hanului Ravoux, locul unde Vincent van Gogh și-a petrecut ultimele zile, restaurarea și crearea unui parcurs expozițional dedicat epocii impresionismului la castelul Léry, și deschiderea unui mic muzeu privat dedicat absintului, o băutură legendară din Belle Époque. Mai recent, consiliul general a achiziționat și deschis, în 2003, casa doctorului Gachet. Această valorizare a sitului a fost însoțită de o politică culturală dinamică, crescând semnificativ oferta culturală a comunei pe tot parcursul anului.
Municipalitatea a amenajat, de asemenea, spațiul urban, creând trasee de circulație pietonală separate de traficul auto, care leagă între ele diferitele situri remarcabile ale localității până la malurile râului Oise. Aceste trasee au fost amenajate și cu flori, locuitorii fiind încurajați să semene și să întrețină trotuarele și marginile drumurilor cu ajutorul municipalității. De asemenea, a fost instalată o stație nautică de-a lungul râului pentru a profita de turismul fluvial.
Această politică a dat roade, propulsând comuna, în mai puțin de zece ani, printre cele mai vizitate localități din Île-de-France, atrăgând numeroși turiști străini, în special americani și japonezi, care, asemenea Barbizonului, sunt fascinați de acest „sat al pictorilor”. În același timp, platoul Vexin, pictat de impresioniști, din care trei sferturi ale comunei fac parte, a fost protejat, complementând clasamentul anterior al sitului, prin crearea, în 1995, a parcului natural regional Vexin francez, din care comuna este membru fondator.

#### Secolul XXI
În secolul XXI, municipalitatea continuă să încurajeze dezvoltarea ofertei de cazare pentru turiști (hoteluri și pensiuni), încă insuficientă în Vexinul francez. De asemenea, ea încearcă să gestioneze mai bine fluxurile turistice, în special parcarea autocarelor, pentru a evita creșterea disconfortului pentru locuitorii comunei.
Pe 17 iunie 2003, a fost desfășurată o amplă operațiune de poliție, care a dus la arestarea a peste 150 de persoane la sediul european al Consiliului Național al Rezistenței Iraniene (CNRI), dominat de Organizația Mujahidinilor Poporului Iranian (OMPI, mișcare de opoziție armată împotriva regimului de la Teheran). Totuși, Curtea de Apel din Paris a ordonat în mai puțin de două săptămâni eliberarea opozanților iranieni încarcerați.

## Populația și societatea

### Date demografice
Evoluția numărului de locuitori este cunoscută prin recensămintele populației efectuate în comuna respectivă începând din 1793. Pentru comunele cu mai puțin de 10 000 de locuitori, un recensământ al întregii populații este realizat la fiecare cinci ani, populațiile legale pentru anii intermediari fiind estimate prin interpolare sau extrapolare. Pentru comuna respectivă, primul recensământ exhaustiv în cadrul noului dispozitiv a fost realizat în 2008.
În 2021, comuna număra 6763 locuitori, în scădere cu −2,89 % față de 2015 (Val-d'Oise: +3,39 %, Franța fără Mayotte: +1,84%).
| An        | 1793 | 1821 | 1841 | 1856 | 1876 | 1886 | 1901 | 1921 | 1936 | 1962 | 1982 | 2006 | 2014 | 2021 |
| --------- | ---- | ---- | ---- | ---- | ---- | ---- | ---- | ---- | ---- | ---- | ---- | ---- | ---- | ---- |
| Populație | 1754 | 1705 | 1530 | 1574 | 1638 | 1936 | 2402 | 2961 | 3163 | 3772 | 5722 | 6956 | 6943 | 6763 |

## Cultura și patrimoniul local

### Locuri si monumente

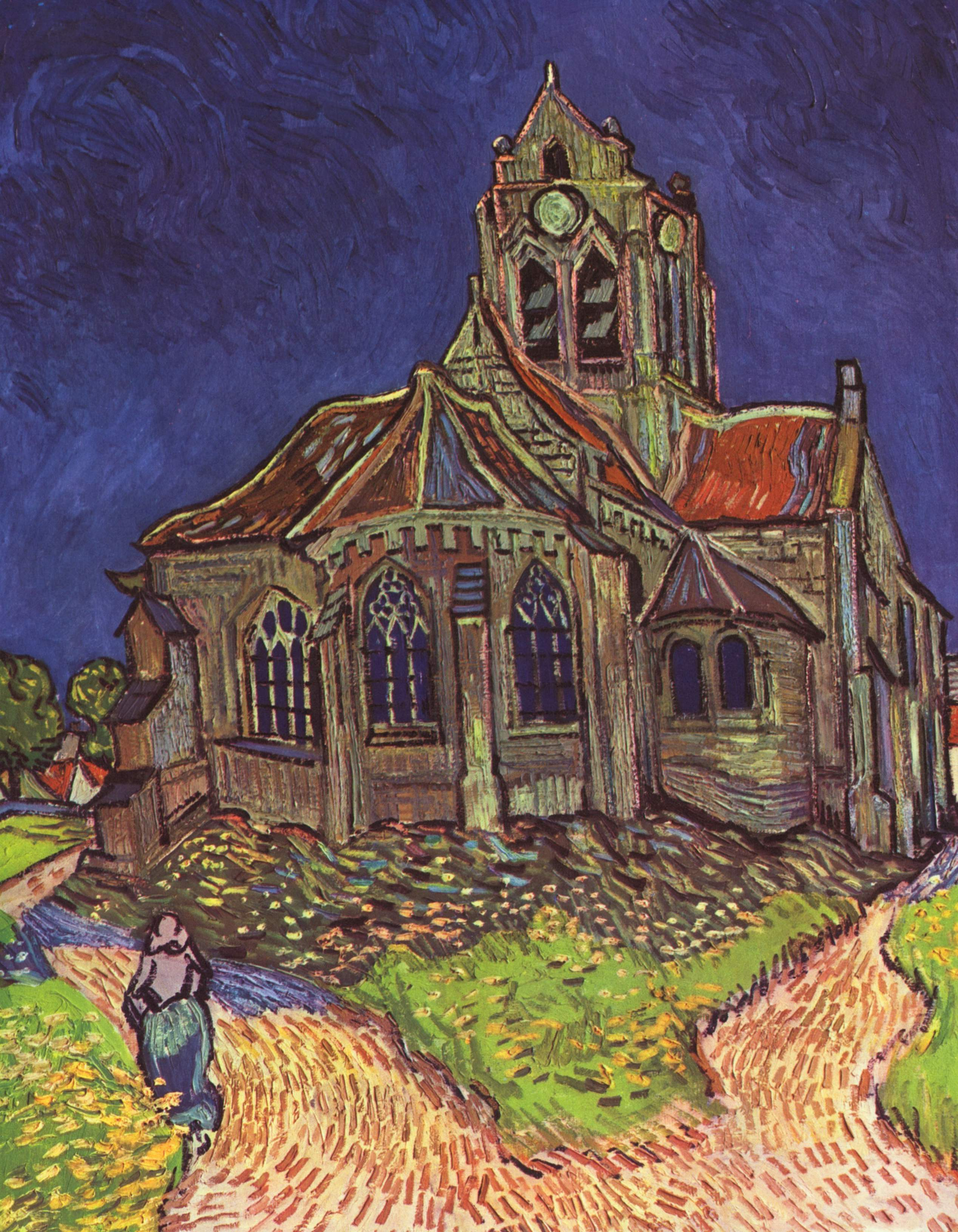
Biserica din Auvers, pictură de Vincent van Gogh.
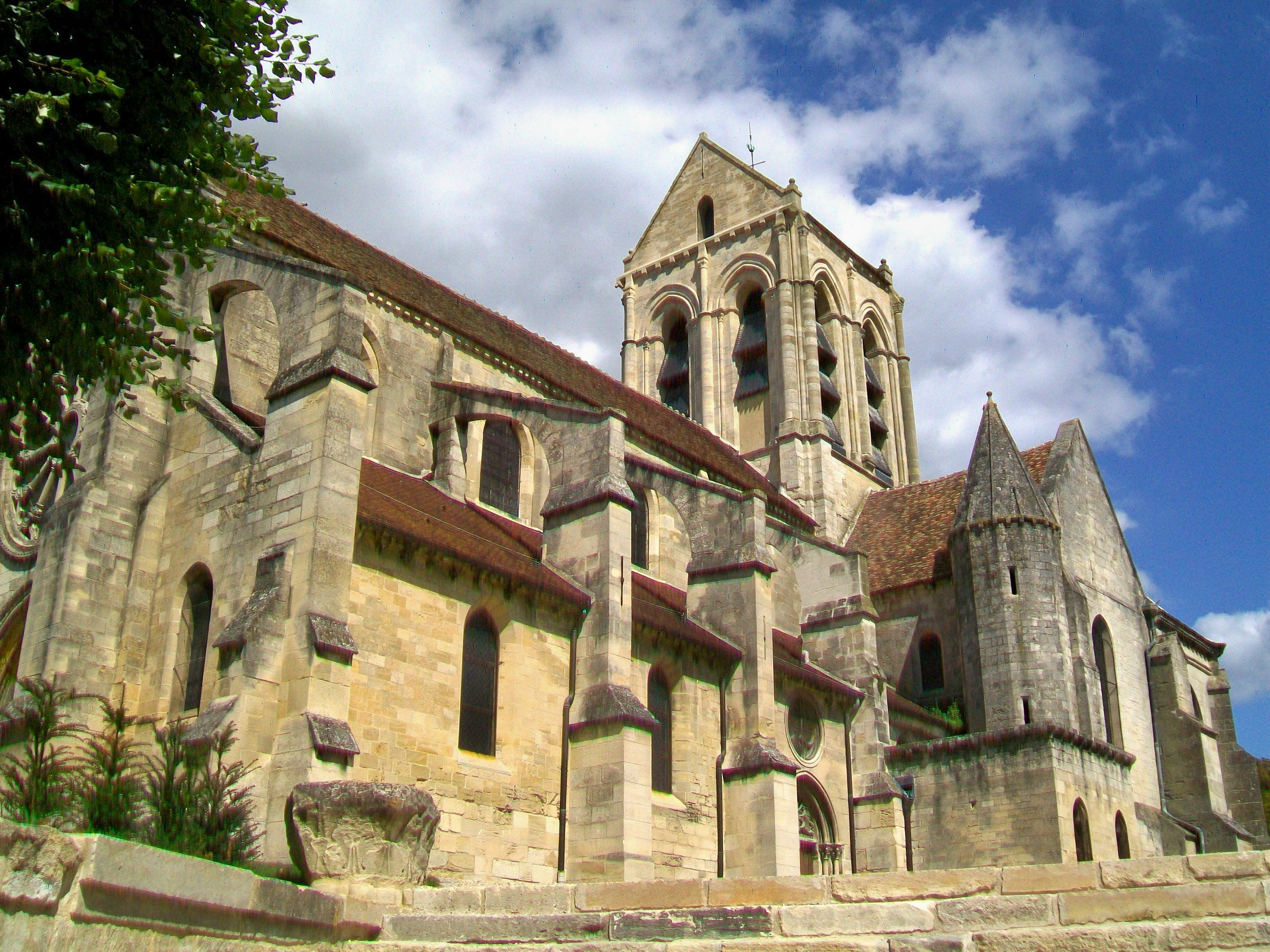
Biserica Notre-Dame-de-l'Assomption.
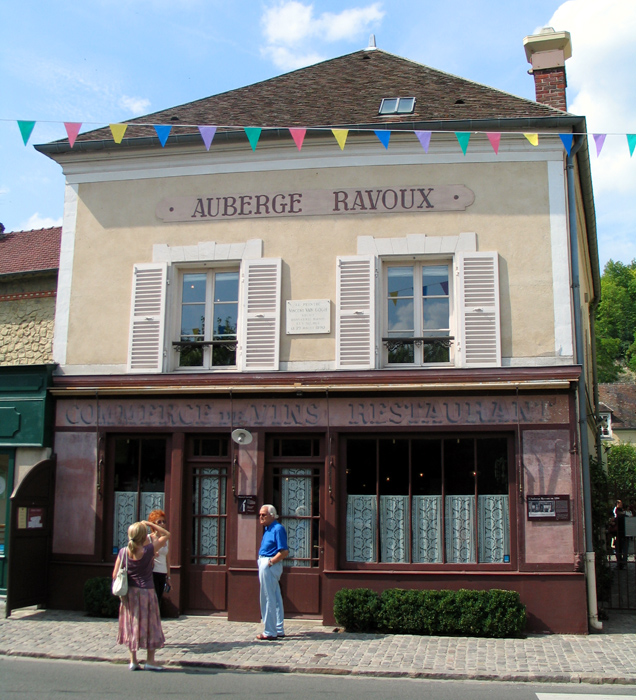
Hanul Ravoux.
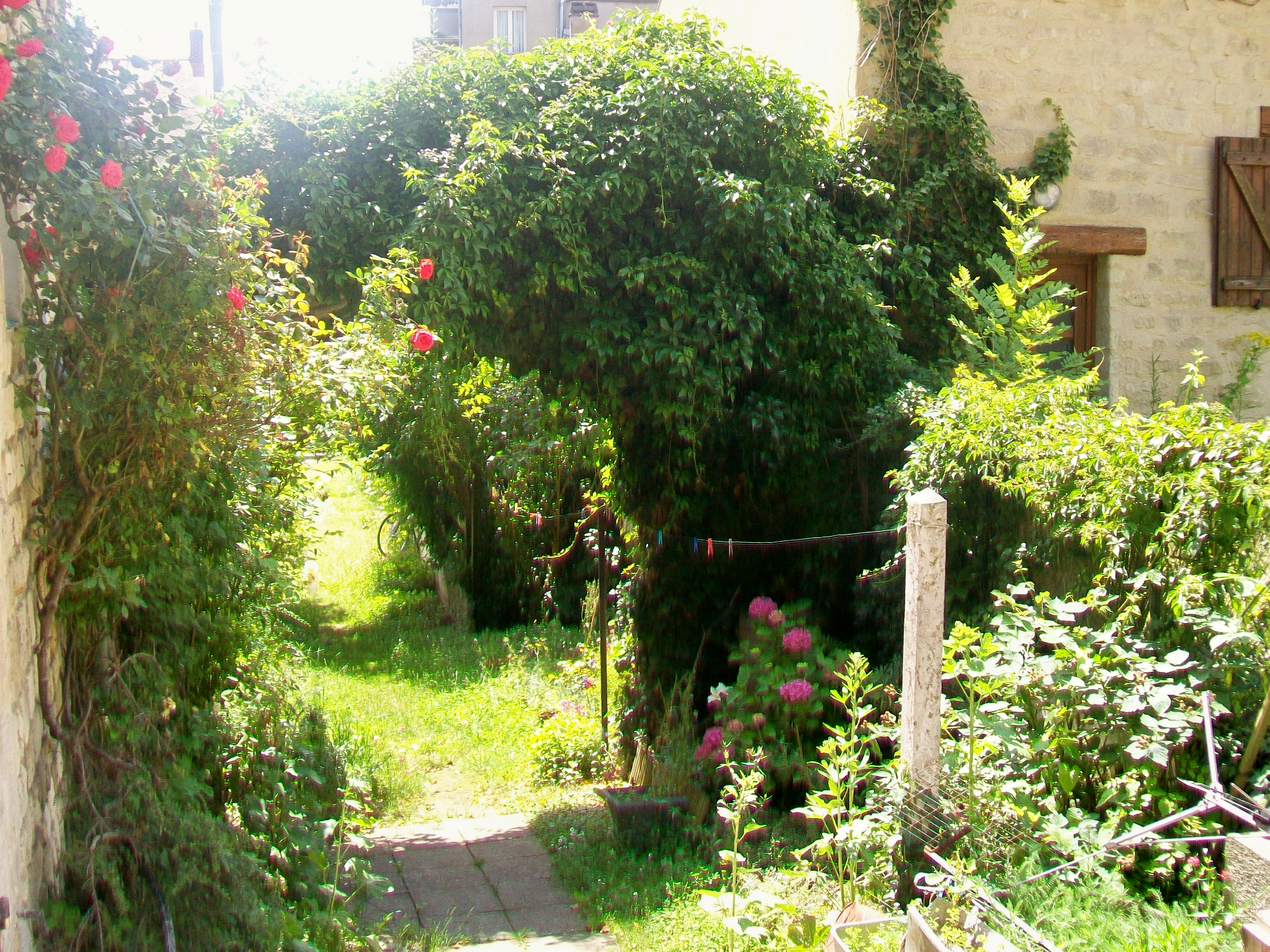
Vechea poartă a fermei din Montmaure.
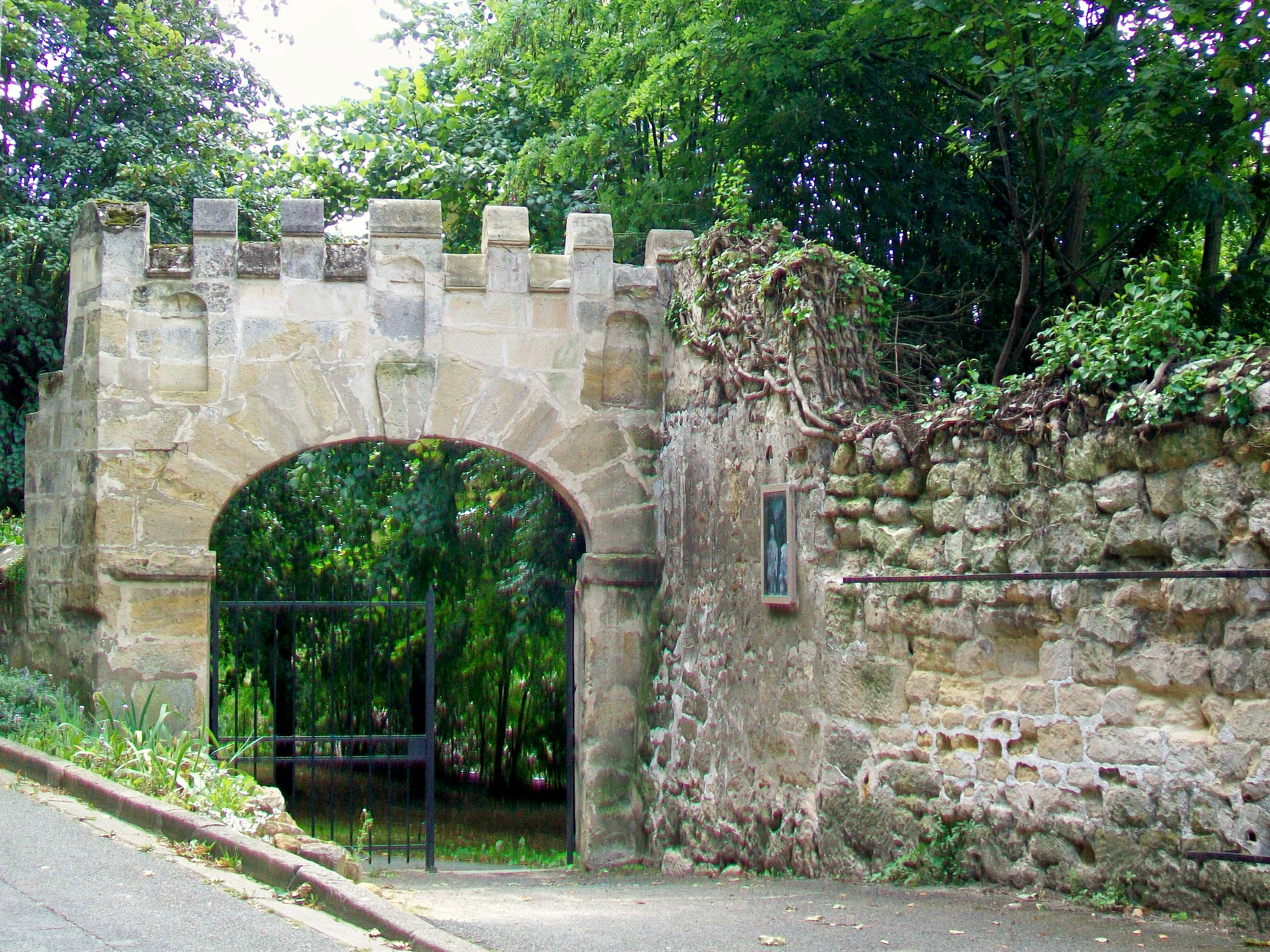
Poartă crenelată din secolul al XVII-lea.

Auvers-sur-Oise are opt monumente istorice, dintre care trei sunt clasificate și cinci sunt înscrise în inventarul suplimentar. Comuna se remarcă prin numărul de protecții istorice de pe teritoriul său, situându-se imediat după Pontoise, care are douăsprezece protecții, dar care adăpostește doar două monumente clasificate.
- Biserica Notre-Dame-de-l'Assomption (clasată monument istoric prin ordinul din 2 aprilie 1915[53]) a devenit faimoasă la nivel mondial datorită lui Vincent van Gogh, care a reprezentat-o într-unul dintre tablourile sale (păstrat la Musée d'Orsay). Această biserică din regiunea Vexin a fost ridicată în secolele al XII-lea și al XIII-lea. Corul și transeptul sunt cele mai vechi părți ale edificiului, iar nava a fost construită în jurul anului 1220. Absidele au fost ulterior refăcute în jurul anului 1260 și ferestrele lor au fost mărite.
  - În 1822, municipalitatea a alocat fondurile necesare pentru consolidarea celor opt contraforturi care amenințau bolțile bisericii din cauza degradării acestora.
  - În 1850, a fost adăugată sacristia. Rozasa în stil gotic, deteriorată de o furtună, a fost refăcută în 1876. Interiorul bisericii are stâlpi masivi decorați cu capiteluri romane din secolul al XII-lea.
  - Nava este pavată cu vechi pietre funerare întoarse, provenite din cimitirul alăturat, acum dezafectat. Clopotnița adăpostește trei clopote: unul botezat Marie-Louise, datând din 1733, și două din 1891, numite Adolphine-Caroline și Constance-Eugénie. În secolul al XVII-lea, edificiul este înconjurat de o incintă care întărește zidurile existente, iar scara exterioară este amenajată[54][55]. Aceasta a fost înscrisă ca monument istoric în 1947.
- Hanul Ravoux și fațada sa pictată (clasată monument istoric prin ordinul din 28 decembrie 1984[56]) au văzut sosirea, în mai 1890, a lui Vincent van Gogh, care a închiriat acolo o mică cameră modestă sub acoperiș, luminată doar de o lucarnă. El plătea pentru această cameră și pentru o masă zilnică suma de 3,50 franci pe zi. A petrecut acolo ultimele nouă săptămâni din viața sa. Întors rănit de un glonț pe care și-l trăsese singur pe câmp, pictorul a murit acolo trei zile mai târziu, pe 29 iulie 1890. Rămasă cafenea în timpul secolului al XX-lea, dar treptat denaturată, hanul a fost restaurat în starea sa din Belle Époque în Auberge Ravoux. Astăzi găzduiește un restaurant care reinterpretează gastronomia secolului al XIX-lea și un muzeu privat dornic să primească o pânză a celebrului pictor prin contribuțiile vizitatorilor. Sobră și lipsită de mobilier, camera se poate vizita și a devenit un loc de memorie restaurat în starea de atunci[57].
- Vechea poartă a fermei din Montmaur sau Montmort (inscrisă monument istoric prin ordinul din 2 noiembrie 1926[58][59]), situată pe strada Sansonne, se află într-o grădină privată, vizavi de intrarea principală a oficiului de turism - muzeul Daubigny[60].
- Poarta crenelată din secolul al XVII-lea (inscrisă monument istoric prin ordinul din 2 noiembrie 1926[61]), situată pe strada Daubigny, oferă acces la grădina publică a muzeului Daubigny[62].

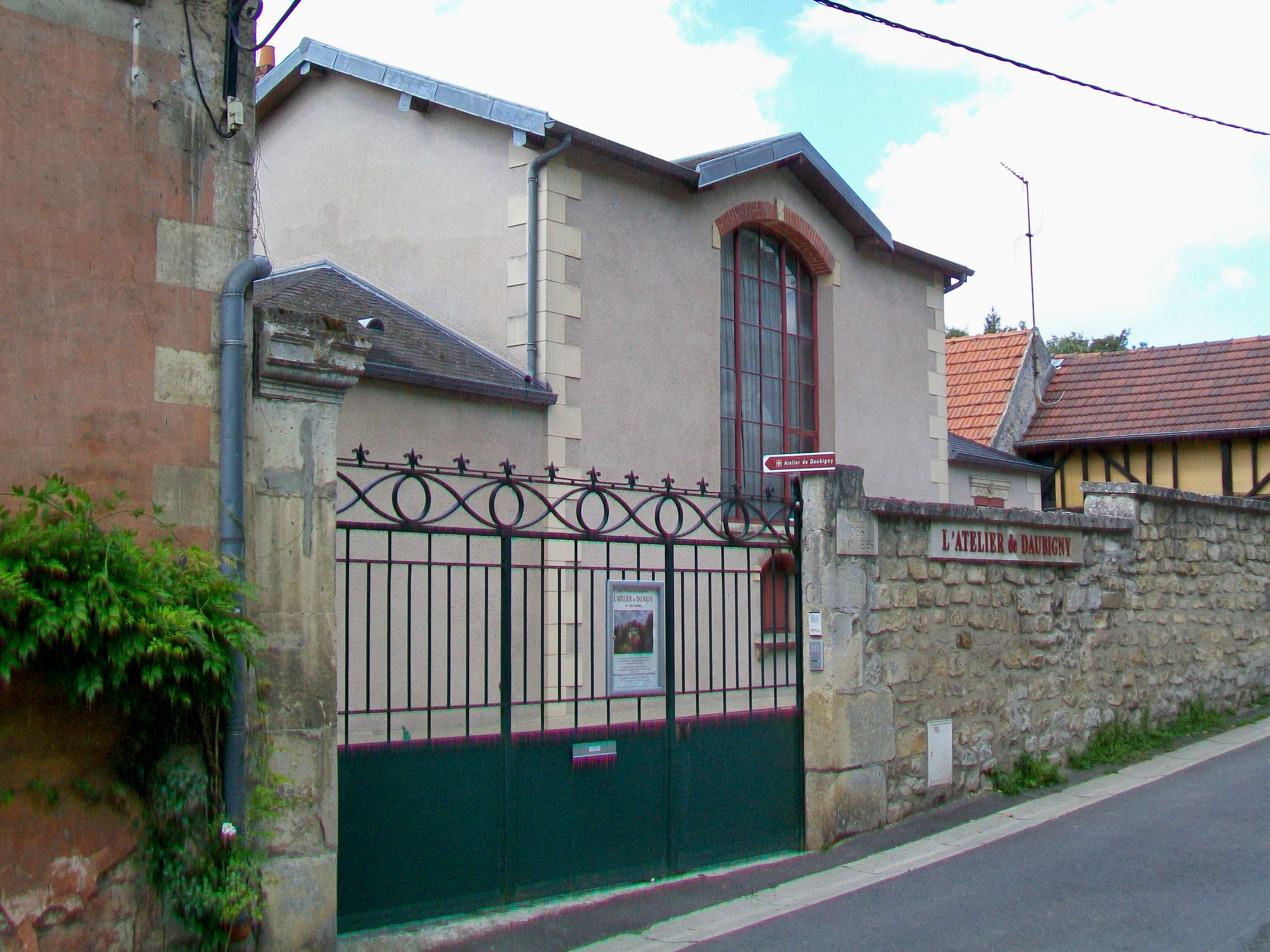
Casa-atelier a lui Charles-François Daubigny.
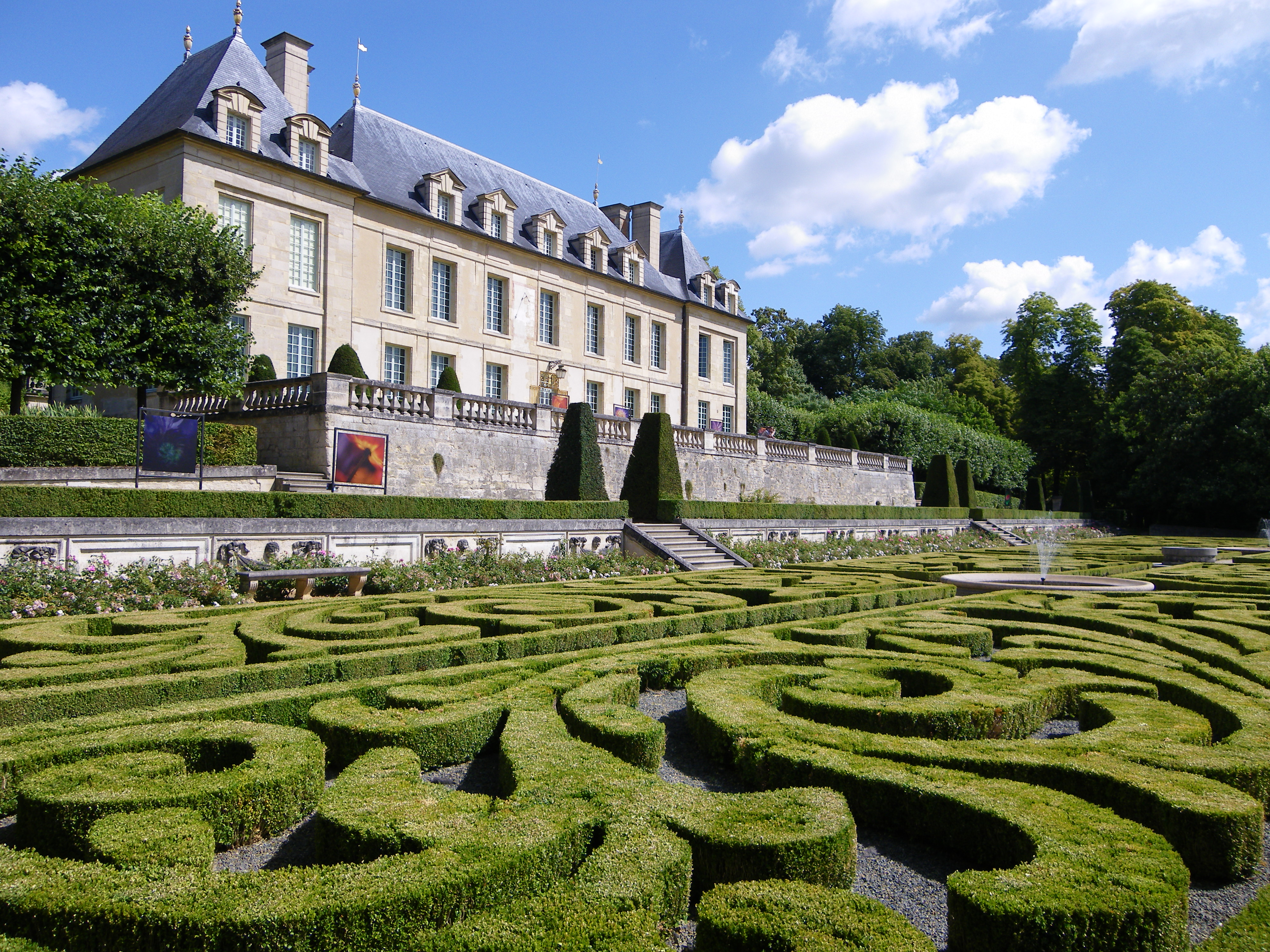
Castelul din Auvers sau de Léry.
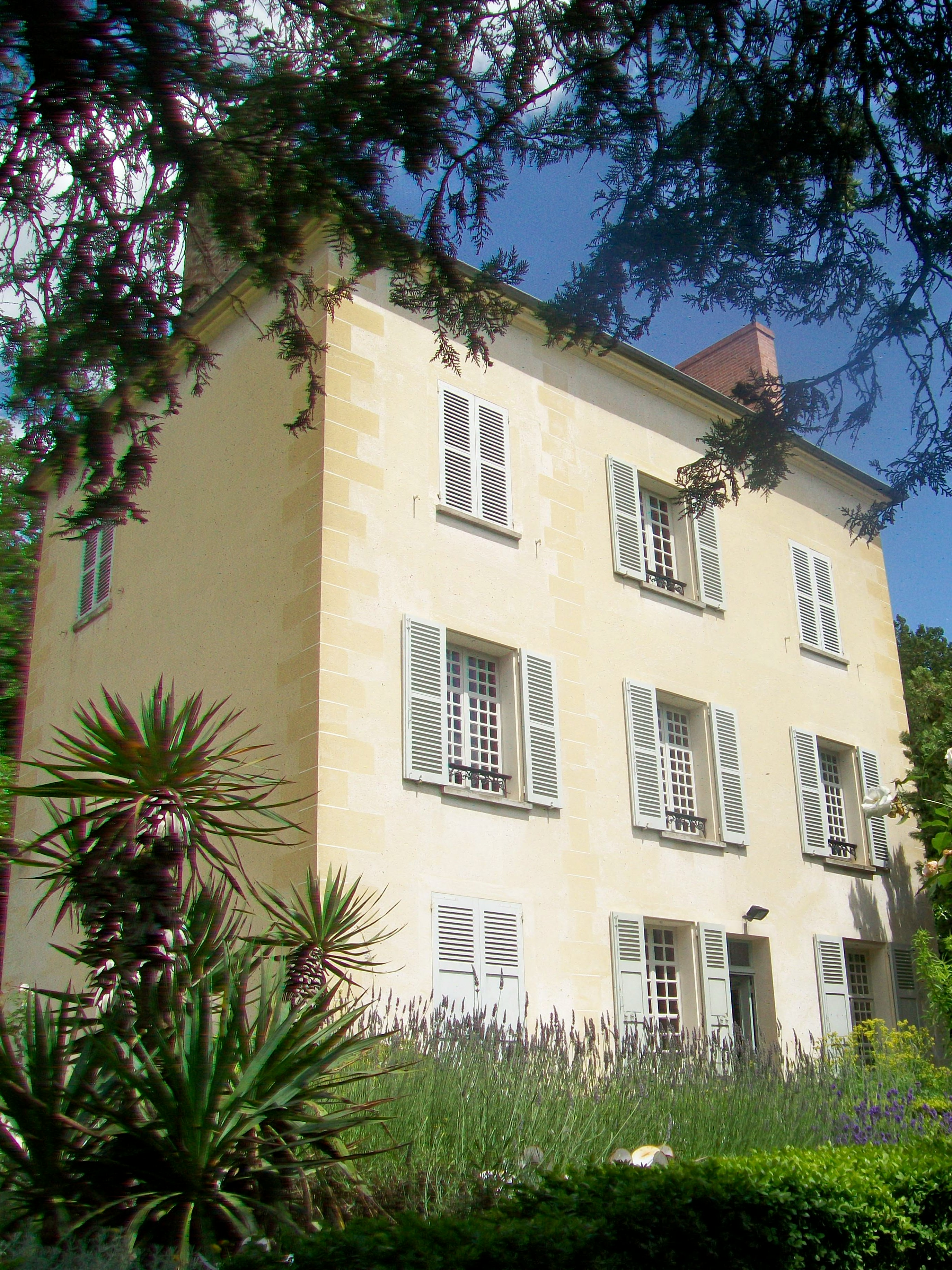
Casa lui docteur Gachet.
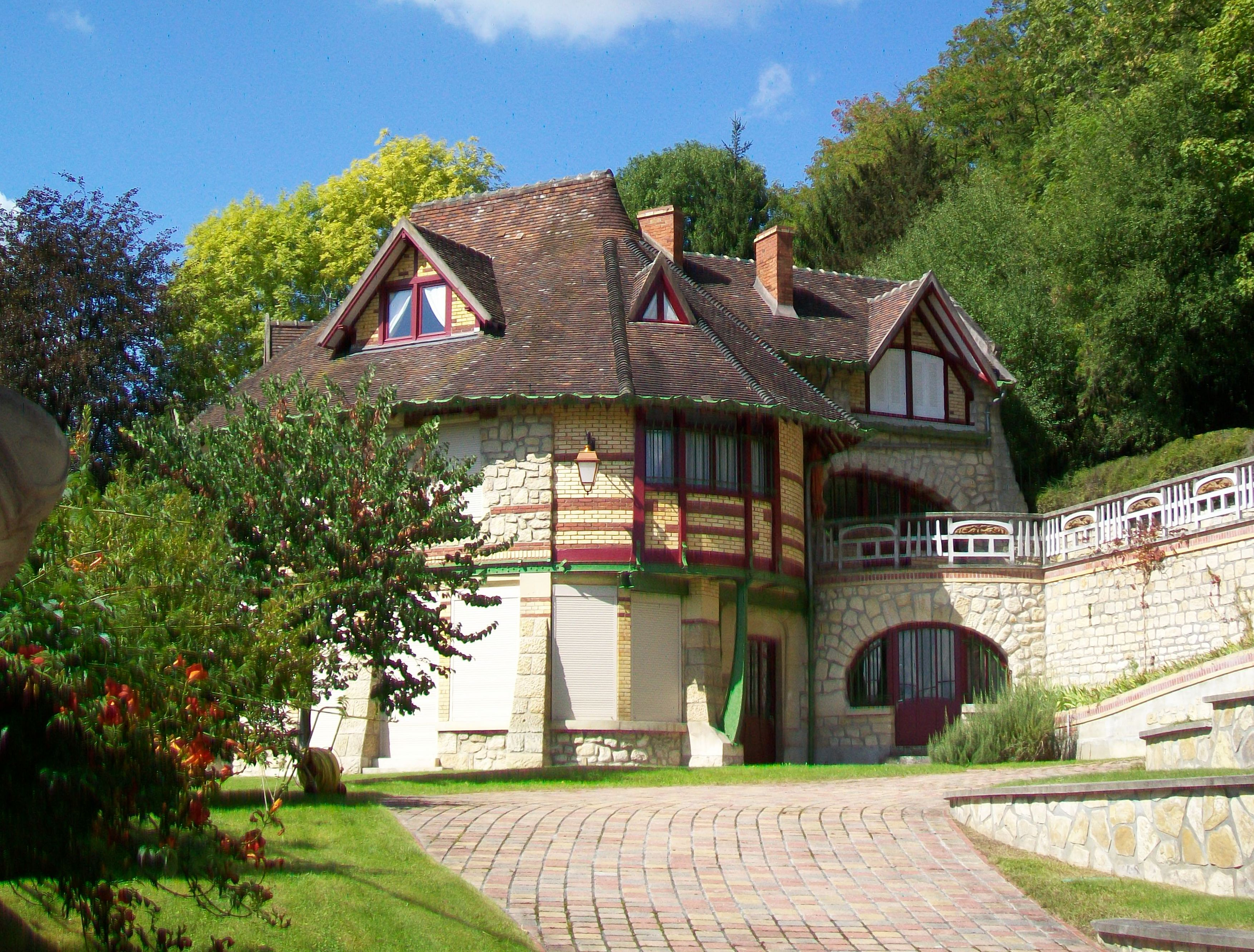
Castelul Val.
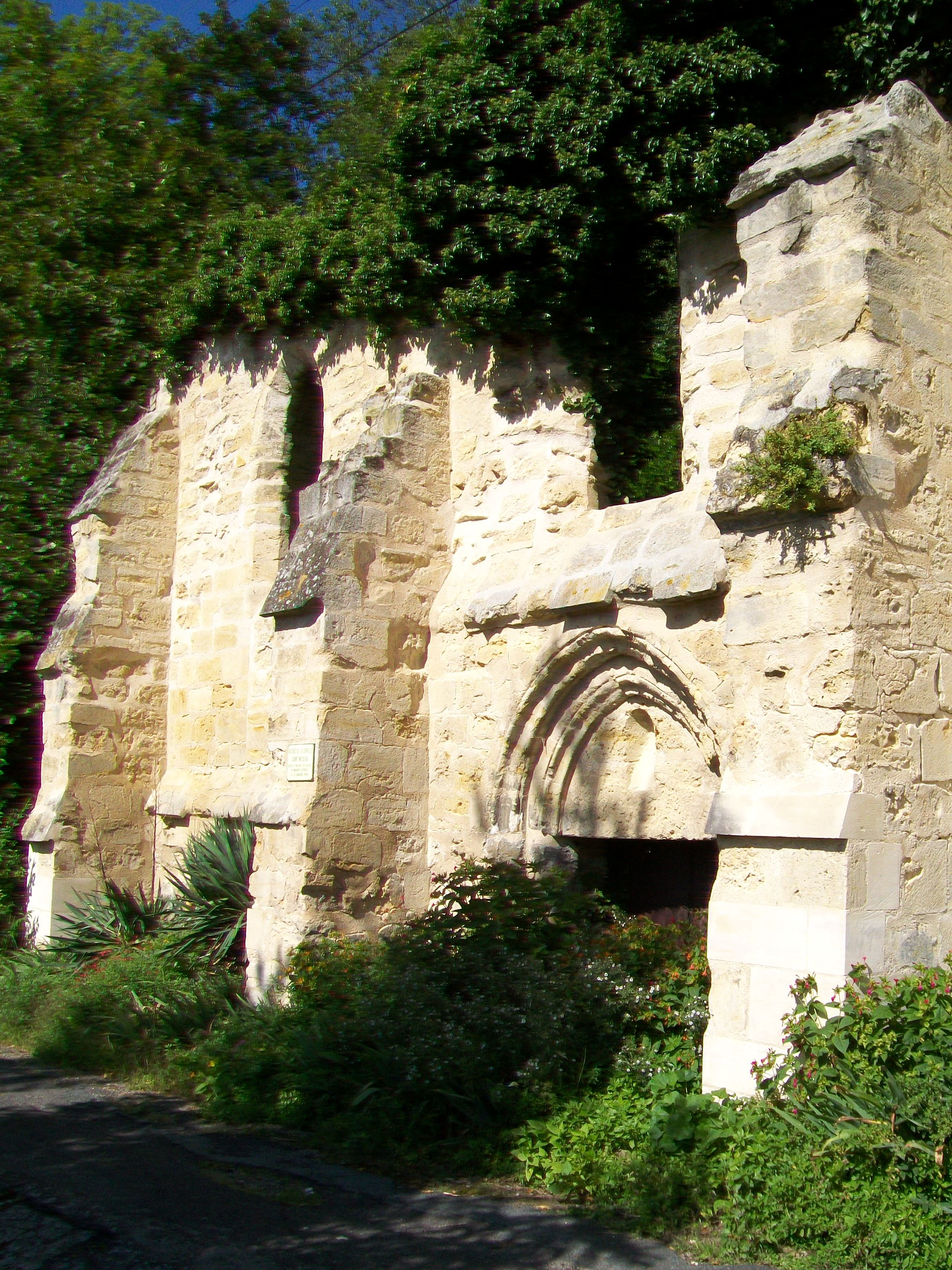
Ruinele capelei Saint-Nicolas

- Casa-atelier a lui Charles-François Daubigny (clasată monument istoric prin ordinul din 5 iulie 1998[63]), situată la nr. 61 pe strada Daubigny, a fost construită pentru pictor între 1861 și 1862. Ea are particularitatea de a fi fost decorată în întregime direct pe pereții interiori de către pictor, fiul său Karl și prietenii săi pictori Achille-François Oudinot și Camille Corot[64].
- Castelul din Auvers sau castelul de Léry (inscris monument istoric prin ordinul din 23 iulie 1997[65]), situat pe strada Léry, a fost ridicat în 1633 pentru un bancher italian. Corpul central al edificiului era inițial un pavilion în stil italian, cu acoperiș terasă. A fost extins în secolul al XVIII-lea cu două pavilioane laterale, iar fațada sa a fost remodelată. Castelul, înconjurat de un parc frumos cu terase, găzduiește „traseul-spectacol în vremea impresioniștilor”[66]. Parcul adăpostește un nymphaeum, o grotă artificială circulară cu iluminare zenitală. Interiorul evocă nimfele prin decorul din cochilii, constituind un decor rustic foarte la modă în secolul al XVIII-lea. Monograma vizibilă în ovalul central este atribuită prințului Louis-François de Bourbon-Conti, proprietarul castelului din 1765[67].
- Casa doctorului Gachet (inscrisă monument istoric în 1991[68]), situată pe strada Doctor Gachet, a fost achiziționată în aprilie 1872 de Paul Gachet, medic, colecționar de artă și prieten al pictorilor, printre care și Vincent van Gogh, pe care l-a primit și l-a îngrijit în 1890. Van Gogh a reprezentat de mai multe ori această locuință în tablourile sale. Faleza din spatele casei adăpostește construcții trogloditice. Proprietatea a fost achiziționată și restaurată de consiliul general al departamentului Val-d'Oise[69], apoi deschisă publicului în primăvara anului 2003, cu ocazia aniversării a 150 de ani de la nașterea lui Van Gogh[64].
- Castelul Val (inscris monument istoric prin ordinul din 13 decembrie 2006[70]), situat pe strada Meulières, a fost construit conform planurilor arhitectului Hector Guimard între 1903 și 1904, care a profitat cu pricepere de denivelarea terenului[71].
- Ruinele capelei Saint-Nicolas din Valhermeil (inscrisă monument istoric prin ordinul din 27 ianuarie 1948[72]), situată în cătunul cu același nume, au fost ridicate în 1222 și păstrează trei arcade gotice. O nouă capelă Saint-Nicolas a fost construită în apropiere în 1910[60].

#### Alte elemente ale patrimoniului

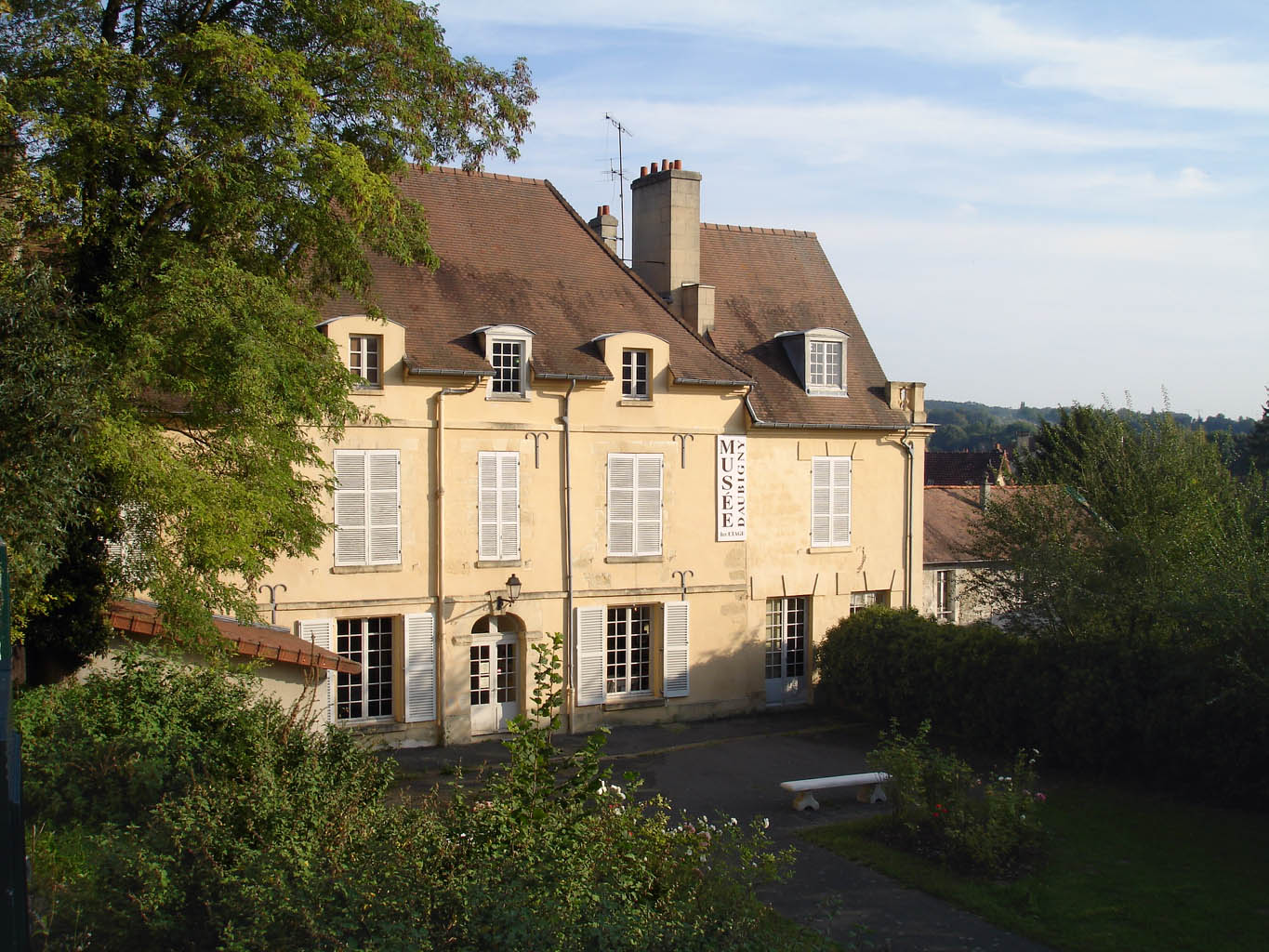
Conacul Colombières.
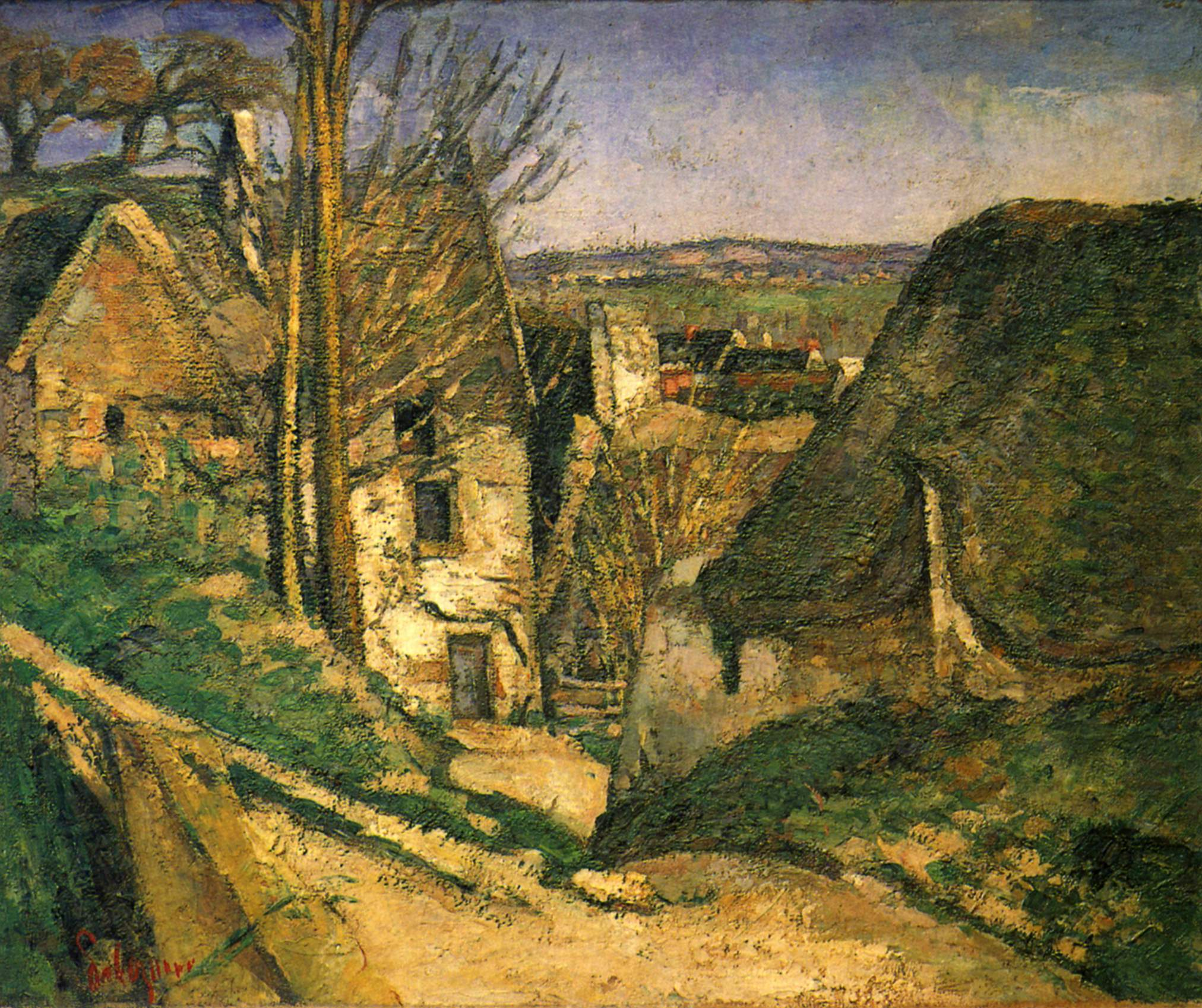
Paul Cézanne, La Maison du Pendu.
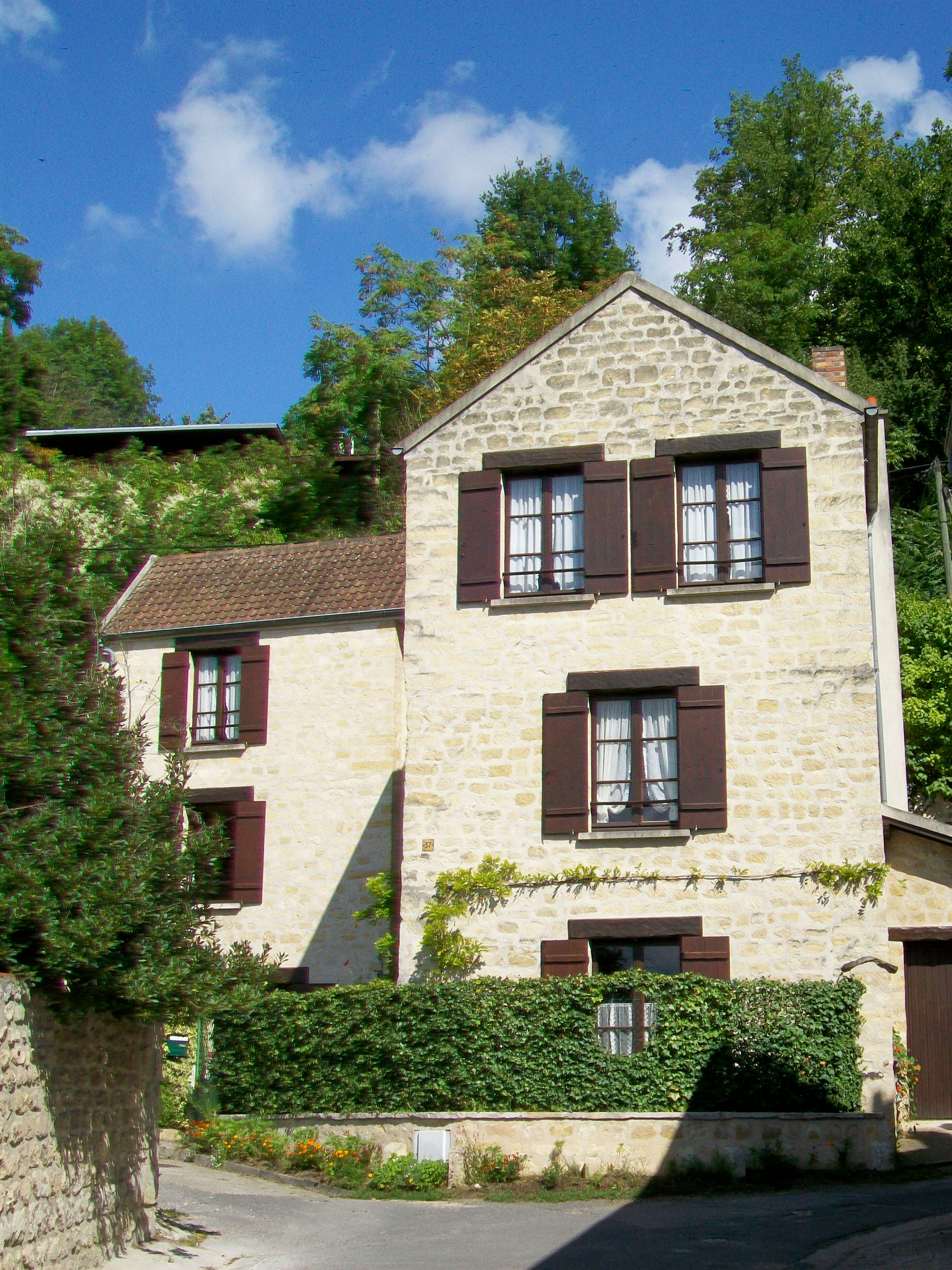
La Maison du Pendu în 2011.
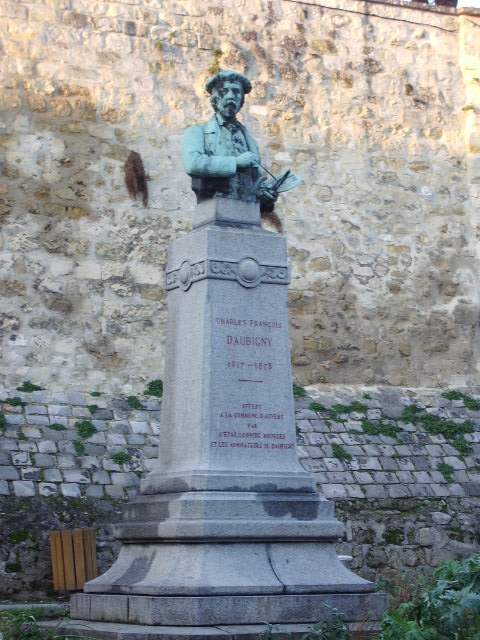
Léon Fagel, statuie de Charles-François Daubigny (1906).
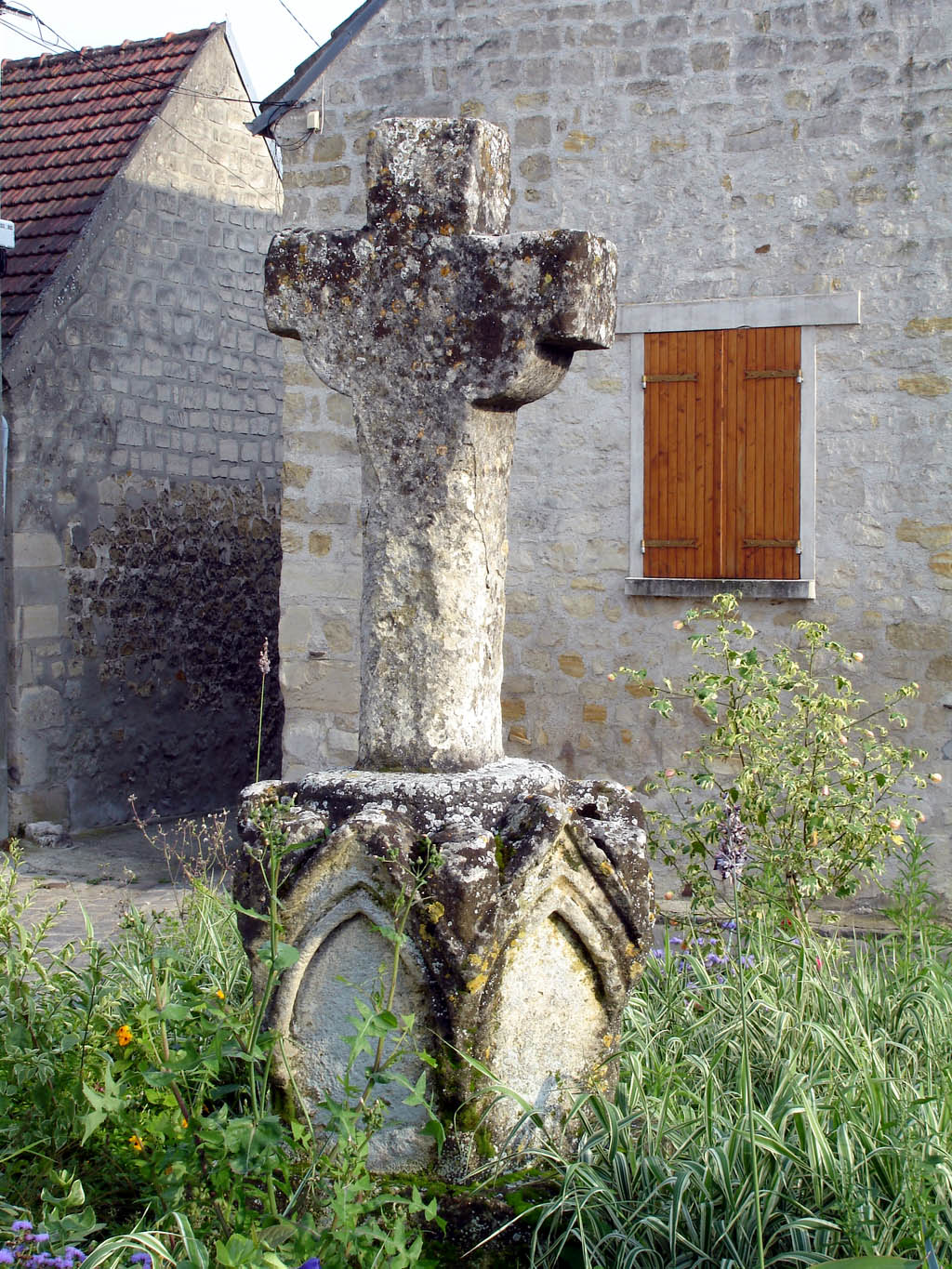
Crucea de la Montcel,

Primăria din Auvers-sur-Oise, astăzi și pictată de Van Gogh

O scară protejată din Auvers-sur-Oise, astăzi și pictată de Van Gogh

- Conacul Colombières, situat pe strada Sansonne, a fost construit în secolul al XVII-lea și are un nivel în plus pe partea dinspre stradă decât pe partea dinspre grădină. Acesta găzduiește oficiul de turism și, la etaj, muzeul Daubigny[73][62].
- Muzeul Daubigny, situat în conacul Colombières, a fost creat în 1987 de un mic grup de pasionați de artă, printre care Daniel Raskin-Daubigny. Acesta le oferă vizitatorilor ocazia de a descoperi operele lui Charles-François Daubigny, ale fiului său Karl, precum și ale multor pictori care au lucrat în valea Oisei, în jurul localității Auvers, care a fost, la sfârșitul secolului al XIX-lea, un adevărat centru artistic. Muzeul este împărțit în patru secțiuni: sfârșitul secolului al XIX-lea-începutul secolului al XX-lea; artă contemporană; „artă felină”; artă naivă. În fiecare an, sunt organizate expoziții temporare, cum ar fi Charles-François Daubigny în 2000, Théophile Alexandre Steinlen în 2002, Pierre Alechinsky în 2004 și un omagiu adus lui Paul Cézanne ca gravor în 2006. Vizitarea muzeului a cunoscut o creștere datorită extinderii patrimoniului său (achiziții, donații). Un program de vizite și ateliere destinate elevilor facilitează accesul tinerilor la cunoașterea picturii.
- Cimitirul se afla inițial pe esplanada imediat la sud de biserică. Devenit mult prea mic pentru populația de atunci, a fost mutat la nordul satului în 1858, iar mormintele vechi au fost transferate în 1875. Cimitirul este faimos pentru mormintele lui Vincent van Gogh și ale fratelui său Theo, situate în partea de nord, lângă zidul de incintă[74][75]. Cimitirul găzduiește, de asemenea, mormintele pictorilor Norbert Gœneutte, Léonide Bourges și pe cel al lui Henri Mataigne (istoric al orașului Auvers).
- Crucea de la Montcel, situată pe strada Montcel, este o cruce de procesiune din piatră din secolul al XIII-lea, cea mai veche de pe teritoriul comunei. Soclul său octogonal este decorat cu ogive care se înscriu în frontoane[76].
- Turnul de la Montcel, situat pe strada Montcel, a fost integrat într-o casă de vacanță din secolul al XIX-lea. Deși datarea turnului este relativ sigură, datând din secolul al XIII-lea sau al XIV-lea, destinația sa rămâne neclară. Ar fi fost fie un fost moară de vânt, fie un porumbar[77].
- „Maison du Pendu”, situată pe strada du Four, a fost făcută celebră de pictorul Paul Cézanne, inspirat de această locuință probabil foarte deteriorată la acea vreme, pe care a reprezentat-o la începutul anului 1873, influențat de Pissarro să „picteze pe viu”. Niciun spânzurat nu a fost găsit vreodată acolo, numele său provenind de fapt dintr-o deformare a numelui proprietarului breton „Penn Du”[78].
- Podul de pe strada Daubigny datează din secolul al XII-lea sau al XIII-lea și reprezintă unul dintre ultimele vestigii ale unei foste ferme senioriale. Regina Adélaïde de Savoie, văduva lui Ludovic al VI-lea cel Gros, s-a stabilit pe acest domeniu în 1137, înainte de a se recăsători[79].
- Claustrul de la sfârșitul secolului al XIII-lea, rue de Pontoise 72 în Chaponval, provine din Pirineii centrali și a fost adusă înapoi dintr-o călătorie de către proprietarul său și reasamblată la Auvers în 1924. Arcadele ogivale, coloanele și capitelurile lor sunt din marmură din Pirinei. , dar pietrele lipsă au fost înlocuite cu ciment[80].
- Parcul Van-Gogh (situat pe strada Général-de-Gaulle) găzduiește o statuie realizată în 1961 în omagiul pictorului de către sculptorul Ossip Zadkine. Acesta l-a reprezentat pe Van Gogh înalt, slab și cu privirea dreaptă, purtându-și șevaletul pe spate, o reprezentare mai degrabă simbolică și psihologică a omului decât una care să corespundă fizicului său real.
- Monumentul dedicat lui Charles-François Daubigny, realizat de Léon Fagel, a fost ridicat pe 17 iunie 1906. Acesta se află în partea de sus a străzii de Paris, pe drumul care duce direct la poalele bisericii dinspre Méry-sur-Oise.
- Muzeul Absintului[81], situat pe strada Callé, expune istoria acestei băuturi interzise în 1915, care a fost „muza verde” a multor artiști din secolul al XIX-lea.
- Scara situată pe strada Sansonne, care urcă spre strada Daubigny, a fost pictată de Vincent van Gogh în iunie 1890.

### Auvers în artă și cultură

#### Auvers și pictorii

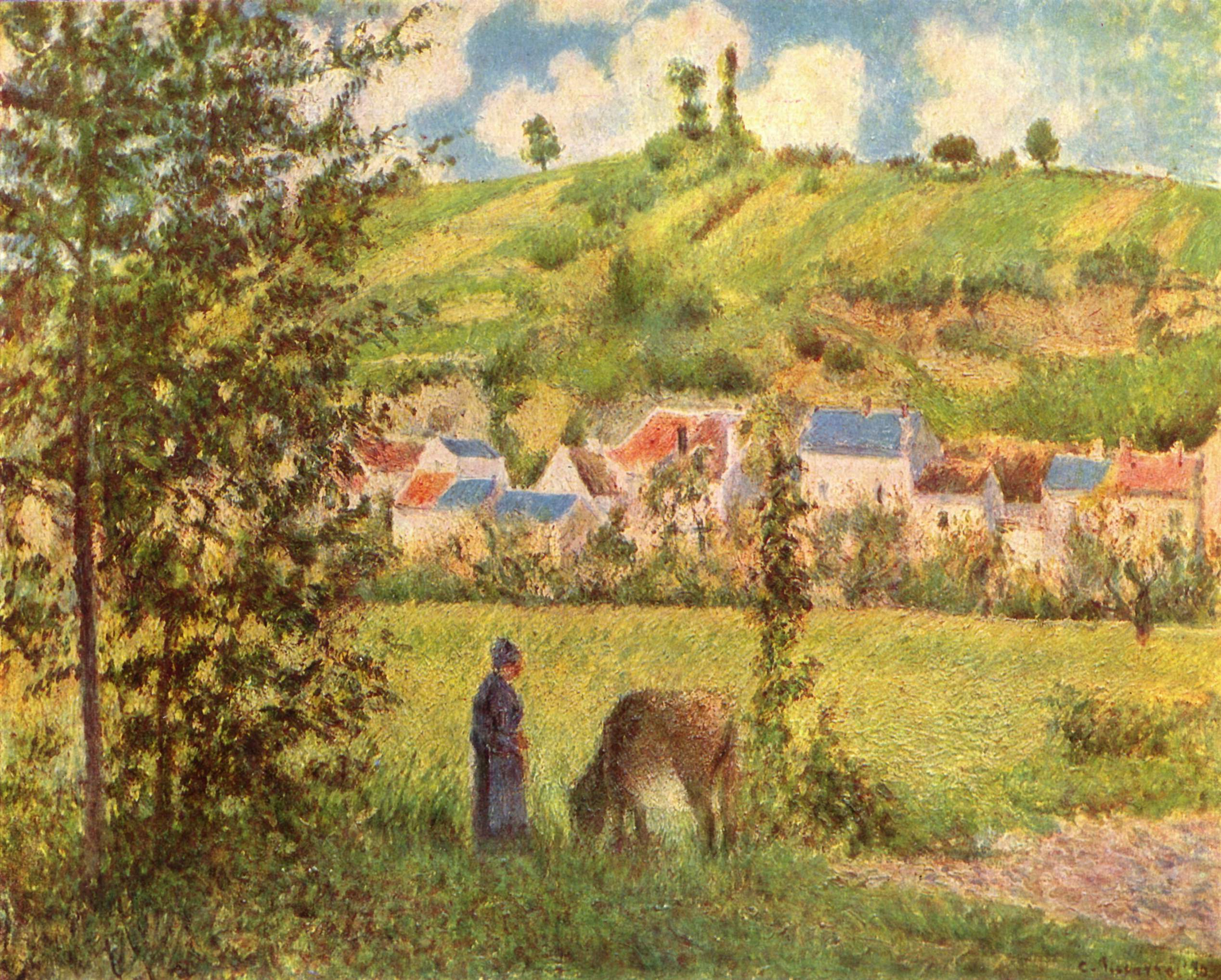
Camille Pissarro, Paysage au Valhermeil, 1880, Paris, musée d'Orsay.

Vincent van Gogh descrie astfel satul într-o scrisoare către fratele său Theo: „Aici suntem destul de departe de Paris pentru ca să fie adevăratul sat, dar totuși cât de mult s-a schimbat de la Daubigny. Însă nu schimbat într-un mod neplăcut, sunt multe vile și diverse locuințe moderne și burgheze, foarte zâmbitoare, însorite și pline de flori. Acest lucru, într-o țară aproape bogată, exact în acest moment al dezvoltării unei noi societăți în cea veche, nu are nimic neplăcut; e multă bunăstare în aer. O liniște ca la Puvis de Chavannes o văd sau cred că o văd, fără fabrici, dar cu o vegetație frumoasă, abundentă și bine întreținută.” (Scrisoare din 25 mai 1890)
Auvers, o modestă comună rurală din Île-de-France, a jucat un rol major în istoria mondială a picturii, în special prin peisagiștii școlii de la Barbizon și apoi prin impresioniști.
Încă din 1857, pictorul peisagist Charles-François Daubigny frecventa în mod regulat Auvers, pe care îl picta fie de pe barca sa, „le botin”, fie de pe insula Vaux, situată pe Oise, între Auvers și Méry-sur-Oise. Iubitor al naturii, Daubigny spunea că „peisajele sunt întotdeauna mai frumoase când sunt văzute din mijlocul unui râu”, astfel că pleca adesea cu barca, explorând Oise sau Sena în aval, uneori pentru câteva zile sau săptămâni, întorcându-se cu numeroase tablouri de diverse dimensiuni. În 1860, își construiește o casă la Auvers, în cartierul Vallées, decorată de el însuși, cu ajutorul fiului său și al prietenilor săi, printre care pictorii Camille Corot și Hippolyte Camille Delpy. Acesta din urmă s-a căsătorit cu Louise-Berthe Cyboulle, fiica unui pictor de flori și insecte, originar din Auvers-sur-Oise.
În 1872, doctorul Paul Gachet cumpără o casă la Auvers pentru ca soția sa, bolnavă, să „respire aer curat”. Fiind medic, își păstrează cabinetul și clienții la Paris, printre care și mama lui Camille Pissarro, pe care o tratează, precum și copiii pictorului, la Auvers. De asemenea, Gachet era pictor amator și gravor sub pseudonimul Paul van Ryssel (numele flamand al orașului său natal - Lille). Prieten cu Daubigny și Corot, Gachet a primit artiști în casa sa până la sfârșitul vieții, inclusiv pe Paul Cézanne și Camille Pissarro, care îi făcea vizite din casa sa din Pontoise. Mare colecționar de artă, Gachet rămâne o figură esențială în istoria artei de la sfârșitul secolului al XIX-lea.
Paul Cézanne vine la Auvers „pentru a învăța să picteze” alături de Pissarro, stabilindu-se acolo pe parcursul întregului an 1873 și în primele luni ale anului 1874. La Auvers, Cézanne învață să lucreze cu răbdare și să-și lumineze paleta, însă lentoarea sa îi creează dificultăți și nu reușește întotdeauna să termine tablourile. Ritmul său de lucru nu era compatibil cu pensula rapidă a impresioniștilor, care surprindea momentul. Lucrările sale, cum ar fi Casa doctorului Gachet (1873, Muzeul d'Orsay), au fost ulterior declarate „constructiviste” de istoria artei. Ulterior, Cézanne se întoarce în Provence, locul său natal, dar amintirea plăcută a șederii la Auvers îl face să revină în timpul verilor din 1877 și 1881.
Victor Vignon a participat la ultimele patru saloane impresioniste, pictând la Auvers și Pontoise alături de Pissarro, Cézanne și Guillaumin. El a fost, de asemenea, un apropiat al doctorului Gachet și al lui Murer, fiind foarte apreciat de frații Van Gogh. Frédéric Samuel Cordey, un prieten al lui Renoir, a pictat și el la Auvers alături de aceștia și a expus la salonul din 1877. Deși locuia atunci la Éragny, acest pictor a căzut rapid în uitare.

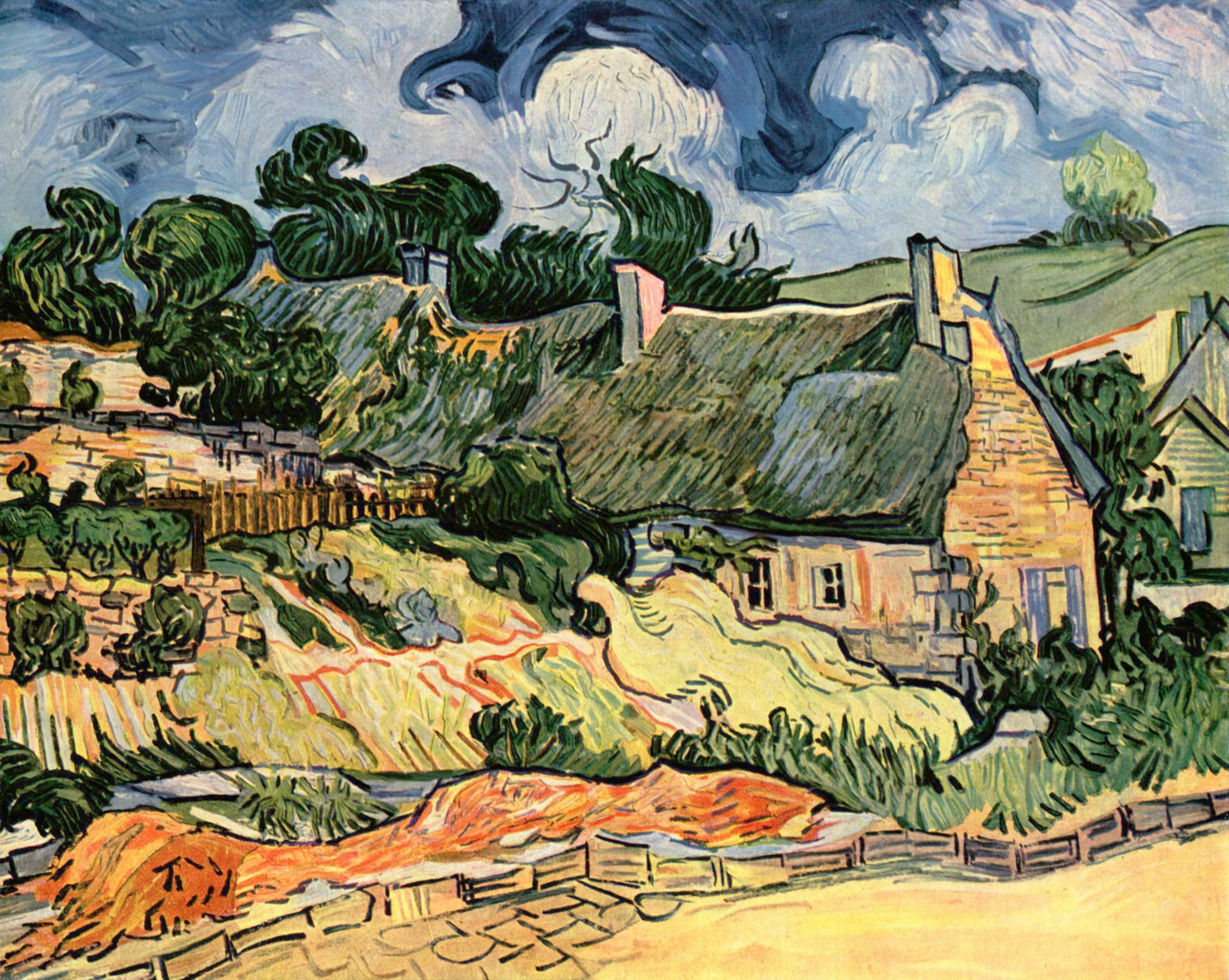
Vincent van Gogh, Les Chaumes de Cordeville, 1890, Musée d'Orsay.

Marți, 20 mai 1890, la ora unsprezece dimineața, doctorul Gachet primește un pictor atunci necunoscut publicului, recomandat de fratele său: Vincent van Gogh. Acesta se află la apogeul măiestriei sale artistice și pictează cu frenezie peste șaptezeci de tablouri în două luni. Pe lângă arta sa la apogeu, Vincent surprinde în lucrările sale viața unei mici comune din Vexinul francez la sfârșitul secolului al XIX-lea, cu viața sa țărănească și arhitectura specifică. De o mare forță expresivă, paleta sa cromatică se întunecă treptat, exprimând chinul său interior, viața sa fiind „atacată la rădăcină”. Probabil epuizat nervos din cauza muncii intense și simțindu-se vinovat că depinde financiar de fratele său, se împușcă pe câmp pe 26 iulie 1890. Este adus înapoi la hanul Ravoux, unde locuia, și moare trei zile mai târziu. Van Gogh este înmormântat în cimitirul satului.
Eugène Murer este cofetar-restaurator pe bulevardul Voltaire din Paris, dar este și scriitor și colecționar de artă. Prieten cu Pissarro, Cézanne, Renoir, Sisley, Guillaumin și Vignon, el cumpără lucrările acestora la prețuri foarte avantajoase. În 1878, își construiește o casă pe strada du Four din Auvers și amenajează acolo o galerie în care expune cele o sută douăzeci de tablouri impresioniste pe care le deține. Din păcate, acestea sunt dispersate ulterior din cauza unei neînțelegeri cu sora sa, Marie. Murer începe și el să picteze și expune la Ambroise Vollard în 1898.
Norbert Gœneutte, pictor apropiat de impresioniști — deși nu a participat niciodată la vreunul dintre saloanele lor —, s-a exprimat mai ales prin gravură. Prieten cu Renoir, Cordey, Murer și doctorul Gachet, acesta din urmă l-a adus la Auvers în 1891 pentru a-și trata boala de plămâni, care se agrava. În principal portretist de femei, Gœneutte a pictat, între două gravuri, acuarele și mici tablouri în aer liber, cu unghiuri ascuțite și culori surprinzătoare. El este înmormântat în cimitirul din Auvers.
Mai târziu, alți pictori au continuat să frecventeze Auvers: Douanier Rousseau și Maurice de Vlaminck, care a venit să calce pe urmele lui Van Gogh, pe care îl admira, găsindu-și inspirația aici. În anii 1930, un alt mare admirator al lui Van Gogh, Otto Freundlich, pictor german și evreu din Pomerania, a frecventat regulat Auvers. Partenera sa, Jeanne Kosnick-Kloss, este înmormântată vizavi de mormântul fraților Van Gogh. Pictorul a ocupat un atelier la Bateau-Lavoir din Paris în 1908, unde a făcut cunoștință cu Guillaume Apollinaire, Georges Braque, Pablo Picasso și Juan Gris. Restaurator al vitraliilor de la catedrala din Chartres în 1914, sculptura sa „Omul nou” din 1912 a fost plasată pe coperta catalogului nazist al „artei degenerate”. Artistul, refugiat în Pirineii Orientali, a fost în cele din urmă arestat în 1943 și deportat. Muzeul Tavet-Delacour din Pontoise păstrează o importantă donație din partea artistului. În secolul XXI, mai multe galerii perpetuează prezența artiștilor în sat, în special de-a lungul străzii Montcel.

#### Auvers-sur-Oise în literatură
Poetul parnasian și autorul dramatic François Coppée (Paris, 1842 - Paris, 1908) a locuit la Auvers. O stradă din localitate poartă numele acestui academician.

#### Auvers-sur-Oise în cinema și televiziune
Mai multe filme au fost turnate la Auvers-sur-Oise:
- van Gogh (Lust for Life[93]) (1956) de Vincente Minnelli, cu Kirk Douglas, Anthony Quinn și James Donald.
- Auvers (1966) de Maurice Pialat (scurtmetraj).
- Un long dimanche de fiançailles (2004[94]) de Jean-Pierre Jeunet, cu Audrey Tautou, Gaspard Ulliel, Dominique Pinon, Ticky Holgado, Chantal Neuwirth, André Dussollier, Marion Cotillard, Jean-Paul Rouve, Jodie Foster, Julie Depardieu, Rufus, Albert Dupontel, Jean-Claude Dreyfus și Urbain Cancelier.
- Vincent and the Doctor, al 10-lea episod din sezonul 5 al celei de-a doua serii Doctor Who (2011).

### Personalități
- Emilio Boggio (1857-1920), pictor venezuelean, a decedat la Auvers-sur-Oise.
- François Coppée (1842-1908), poet și dramaturg, a locuit la Auvers-sur-Oise.
- Guillaume Corneille (1922-2010), pictor și gravor neerlandez, a locuit la Auvers-sur-Oise.
- Philippe Delerm (născut în 1950), scriitor, s-a născut la Auvers-sur-Oise.
- Charles-François Daubigny (1817-1878), pictor și gravor, a locuit la Auvers-sur-Oise.
- Paul Gachet (1828-1909), medic și pictor, a locuit la Auvers-sur-Oise și a decedat aici.
- Norbert Gœneutte (1854-1894), pictor și gravor, a locuit la Auvers-sur-Oise și a decedat aici.
- Alphonse de Lamartine (1790-1869) a locuit temporar la Auvers-sur-Oise[95].
- Charles Sprague Pearce (1851-1914), pictor american, a locuit la Auvers-sur-Oise și a decedat aici.
- Theo van Gogh (1857-1891), negustor de artă, a locuit la Auvers-sur-Oise și este înmormântat alături de fratele său, Vincent van Gogh.
- Vincent van Gogh (1853-1890), pictor și desenator neerlandez, a locuit la Auvers-sur-Oise și este înmormântat alături de fratele său Theo, în cimitirul orașului.

Cimitirul orașului găzduiește, pe lângă Vincent și Théo van Gogh, mai mulți pictori și gravori: Norbert Gœneutte, Emilio Boggio, Léonide Bourges, Charles Sprague Pearce, Eugène Murer, Guillaume Corneille și Douglas Jones. De asemenea, se află acolo mormântul marii pianiste Éliane Richepin, precum și al divei iraniene Marzieh.

## Înfrățiri
- Regatul Țărilor de Jos – Zundert - Comuna este înfrățită cu orașul natal al lui Vincent van Gogh, din 1982.